# 金田一少年の事件簿 (アニメ)
『金田一少年の事件簿』（きんだいちしょうねんのじけんぼ）は、天樹征丸（原案（のち原作））、金成陽三郎（原作）、さとうふみや（画）による同名の漫画を原作とするアニメシリーズ。
本項では、2014年から2016年に放送された『金田一少年の事件簿R』（きんだいちしょうねんのじけんぼリターンズ）についても記述する。

## 概要

### 沿革
1996年12月14日、劇場アニメ第1作『オペラ座館・新たなる殺人』で初のアニメ化、全国東映系でロードショーされる。ノベルス版を原作とした劇場アニメは、原作ファンからの高い評価を受けた。
劇場アニメの人気を受け、1997年4月7日、テレビアニメ（第1シリーズ）がよみうりテレビ（ytv）・日本テレビ系列にて毎週月曜19:00 - 19:30（一部地域を除く）に放送開始、2000年9月11日まで放送される。制作は東映動画（本放送中の1998年より東映アニメーションと社名変更）。なお、改変時期の特番放送のため、前番組『ガンバリスト!駿』終了（1997年3月10日）から一カ月以上空いてスタートしている。
『黒死蝶殺人事件』の途中からセル画からデジタルアニメに移行し、東映動画における最後のセル画制作となった。また、第44話で登場人物紹介時の演出とBGMが変更された。なお、サブタイトル表示時の効果音は第43話で変更されている。
1999年8月21日、劇場アニメ第2作『殺戮のディープブルー』が公開。
2007年11月12日と11月19日の19:00 - 20:00に、「秋のミステリーアワー」と題し第1シリーズ終了から7年ぶりにスペシャルアニメ「オペラ座館・最後の殺人」と「吸血鬼伝説殺人事件」がそれぞれ放送。
2012年、2013年には「黒魔術殺人事件」がオリジナルアニメDVD（OAD）としてコミック特装版に同梱する形で発売された。
2014年1月から3月まで「チャンネル5.5」によるFLASHアニメが制作。スタッフ・キャストは従来の東映版とは全く異なる（詳細は#チャンネル5.5版を参照）。
2014年4月5日から同年9月27日までテレビアニメ第2シリーズ『金田一少年の事件簿R』（第1期）が読売テレビ制作・日本テレビ系列で放送された。放送時間は毎週土曜17:30 - 18:00。同ネットで毎週土曜18:00 - 18:30に放送中の『名探偵コナン』と共に「黄金のミステリーアワー」枠という触れ込みで放送された。一部スタッフとキャストは以前と同じメンバーが再集結する。同年7月以降は同日の夜9時以降の枠で実写ドラマ『金田一少年の事件簿N (neo)』が放送開始。同一曜日にアニメとドラマの両方が放送される形になった。これを記念し、双方の枠ではアニメの一とドラマの一が共演する予告映像が放送されていた。
2015年、テレビアニメ『金田一少年の事件簿R』の第2期が同年10月3日から2016年3月26日まで放送。

### 作風
- 長編の事件は、企画段階では二週のみ（前後編）で描くという案もあった。しかしそれでは絶対に描き切れないということで、基本的には初期は三週、中期以降は四週で構成されることとなった。監督の西尾大介は「四週でも放送時間は正味80分なので、本当はもう少し欲しいくらいですけど」と語っている[5]。なお、視聴率が1週目、2週目、最終週でそれほど違わないため、東映動画（開始当時）のプロデューサーの清水慎司の「視聴者が長いストーリーについてきてくれている」との判断から1年目の秋から四週完結のストーリーが放送され、三年目には五週完結のストーリーも作られるようになった[1]。
- 原作1期の漫画作品は「異人館村殺人事件」「首吊り学園殺人事件」「妖刀毒蜂殺人事件」「幽霊ホテル殺人事件」以外は全てアニメ化されている[注釈 5]。ノベルスもテレビアニメ終了後に発表された「邪宗館殺人事件」「旅の途中」以外は全てアニメ化された。「R」の一期、二期共に原作と同じ「R」のタイトルを冠しているが、第一期の続編として未アニメ化だった事件から映像化していったため、原作「R」の映像化は「雪鬼伝説殺人事件」と「狐火流し殺人事件」のみである。
- 「嘆きの鬼伝説殺人事件」「出雲神話殺人事件」の2タイトルは、当時JR西日本が企画した『金田一少年の事件簿ミステリーツアー』が原作となっている（『名探偵コナン』においても同様の事例がある）。
- 「殺戮のディープブルー」は映画とテレビで二度アニメ化されている。映画版はほぼ内容がオリジナルであり、テレビ版の方が一部の内容変更はあるが原作に沿った内容となっている。
- 「聖（セント）バレンタインの殺人」は原作「聖なる夜（クリスマス）の殺人」の舞台、トリックを使用しているが、ストーリー、登場人物、犯行動機などは異なり、ほとんどオリジナル作品である。
- 基本的には最後の1話で犯人とトリック、動機などが明らかにされるが、「露西亜人形殺人事件」「薔薇十字館殺人事件」のように、犯人が明らかになった次の週にトリックや動機などを明らかにしていくというエピソードもある。
- 2007年に放映された1時間スペシャル及び『R』で字幕放送が実施されており、一は黄色、美雪は水色、剣持は緑色、その他の登場人物は白色になっている。
- 各事件の放送順序が原作の発表順序と異なるため、登場人物の登場時期・登場回数・設定や性格の違いなど、細かい変更点が多く見られる（例を挙げると、一部の警察関係者が原作で別の刑事が担当していた事件の担当として登場している、など[注釈 6]）。

#### 表現の変更
- 監督の西尾は「時間の制約があるため、原作をぎゅっと凝縮する。その過程で若干違う点が出てきてしまうのは仕方のないこと」と述べたうえで、「やはり基本は原作なので、原作に対する敬意を忘れてはいけない」ことを基本理念としている。「原作には描かれていないけれど、原作に無い絵を使うことで原作のエッセンスを出せることもある」「原作とは違うけど、ディティールを一つ一つ上手く表現することによって、原作を読んだ時に感じた臨場感にぐっと近づくことができる」と語っている。登場人物の変更に関しても「ケースバイケースですが、『金田一』は登場人物が多いので、ストーリーに差し支えの無い人物を減らしていくことがある。逆にバランスの問題で、登場人物を増やしたり変更したりすることもある」と語っている[5]。
- 清水は本作に携わるに際して「テレビでのシリーズ化にあたり、次々に起こってゆく殺人事件に我々がマヒして、死に対する恐れを忘れたり、猟奇性をいたずらに追うことだけは、絶対にやめようと番組が始まる前からスタッフとよく話しました」と語っている[6]。西尾も「見ている人を不快にさせてはいけない。演出のしようによって、同じ殺人でも、どぎつくもなるし柔らかくもなる」と語っている[1]。そのため、原作で首や胴体の切断などの猟奇的な方法によって殺害された死体を、アニメではその方法を非猟奇的な方法へ変更したり[注釈 7]、直接的な死体の描写を避けて近距離からシルエットのように見せたり、身体の比較的無事な一部分のみを見せるといった配慮を行っている[注釈 8]。また、一部の話においては原作で死亡した人物が、アニメでは一命をとりとめるという展開がある[注釈 9]。
- スリやカンニング、未成年者の飲酒や喫煙などの描写などが控えめになっている他、朝基のような不在でも物語の進行に差し支えのない人物によるギャグシーンについては、ほとんどがカットされている。
- 女体の性的描写については、直接的なパンチラがカットされていたり、入浴シーンは水面から見える胸の谷間まで、シャワーシーンは腕で胸元を隠しながら上半身まで、それらの前後シーンについてもバスタオル姿までと徹底されており、乳首や生尻が露出するシーンは全てカットされている。

#### 放送形式
- 番組構成はOP→提供クレジット（OPと連動）→CM→本編Aパート→アイキャッチ→CM→アイキャッチ→本編Bパート→ED→提供クレジット（EDと連動）→次回予告である。なお、第1期ではアバンは第42話までであった。
- サブタイトル場面では、その回（シリーズ）でのメインキャラクターの顔写真が並んでおり、その回の開始時点で既に亡くなった人物は薄黒くフェードアウトされている。そしてそれをバックにサブタイトルが表示され、一が「（サブタイトル）（回によってはFile○）」と言う。シリーズの場合、「File○」は言わないが、次回予告では言う。
- アイキャッチでは、一のシルエットが画面上に大きく出て、CM前は緑色で右を向いて、CM後は赤色で左を向いていて、右下に番組タイトルが表示される。次回予告の際は、CM後のシルエットをバックに画面真ん中に番組タイトルが表示される。
- 次回予告において、第2期の第16話の予告までタイトルコールがあったが、第17話の予告からは、第22話の予告を除き、タイトルを読み上げずに決めゼリフで締めるスタイルに変更された。
- 『R』の提供クレジットでは、一が主題歌をバックに「金田一少年の事件簿R（リターンズ）は、ご覧のスポンサーの提供でお送りします（しました）」と言い、本編終了後の提供クレジットでは1話完結、シリーズでは解決編の前の回、解決編は「謎は全て解けた!」、シリーズの3話完結では初回、4話完結では1話目と2話目では「じっちゃんの名にかけて!」と言う。また、最終話は「またどっかで会おうぜ!じゃあな!」と言った。

### 反響・評価
初回視聴率は16.1%の高視聴率を記録し、放送終了までほとんど視聴率は落ちることはなく、安定した人気を保ち続けた。平均視聴率は14.8%、最高視聴率19.0%を記録した。少年マガジンの編集者は、「原作の『金田一』後半の人気はアニメあってのもの」と語っている。
当時はドラマがヒットとなった後にアニメが放送される作品は非常に珍しく、清水は「非常に稀なこと」と語っている。1995年及び1996年に堂本剛主演の実写ドラマが放送されて人気を博しており、余りにもその印象が強かったためか「（ドラマ版で主演だった）堂本くんが出ないのに『金田一少年』なのか?」といった声も一部で挙がっていたが、「原作そのままの絵で動く一ちゃんを見たい」という原作ファンの声も絶えず、その声に応えるべくアニメ化が実現した。
また、1996年から同じ局の次の時間帯ですでに放送されていた『名探偵コナン』と合わせ、「月曜7時のミステリーアワー」という触れ込みもあった（特別番組で江戸川コナンと共演したこともある）。よみうりテレビのプロデューサーの諏訪道彦は「『名探偵コナン』の前枠に『金田一少年の事件簿』の企画が来たときには少々面喰らった。ミステリーを題材にしたアニメを重ねるのはかなりの冒険だった」と語っている。諏訪はこの二つの番組を「美味しいケーキ屋」に例えて説明しており「二軒の美味しいケーキ屋が並んで建ったら、お客さんはどちらかのケーキ屋に行くようになり、それぞれの店のお客さんは減ってしまうのではないか?」と懸念していたが、結果は「お客さんの奪い合いになるどころか、『ここに来たら確実に美味しいケーキが手に入る』という相乗効果により、お客さんは倍どころか3倍にという現象になったのです」と二つの番組の大ヒットに対して喜びのコメントをしている。
アニメ放送中は世間で様々な凶悪事件が発生しており、製作陣は神経質にならざるを得なかったと語っている。しかし前述のようにアニメ化に当たっての内容や演出の変更・カットといったスタッフの努力により、放送中は一度も抗議や苦情といったものは無かったという。
視聴者層について、清水は「安定した人気を保つことができたのは、アニメの『金田一』を好んで見てくれる視聴者を開拓できたということ。視聴者のほとんどは小中学生だったと思うのですが、普段ワイドショーを見ている家庭のお母さんなども、子供が見ている横でついつい夢中になって、子供以上に熱心に見てくれるようになっていたようです」と見解を述べている。
第1シリーズのアニメ終了後も、第2シリーズの放送をファンは心待ちにしていたとされる。第2シリーズの放送は実に14年ぶりとなったが、諏訪道彦は「14年ぶりのアニメシリーズに着手するのには、実はかなりのハードルがあったことは事実です」と語っている。しかし視聴者からは予想以上の反響があり、当時のアニメ放送枠での最高視聴率を記録したことから「僕らが思ってる以上に金田一を受け止めて支持してくれる視聴者が、大勢いることがわかった」と感謝のコメントを発表している。

## 第1シリーズの次回予告終了後のミニコーナー
「学園七不思議殺人事件」- 「悲恋湖伝説殺人事件 ファイル3」
一が「君にこの謎が解けるか!?」と言った後に容疑者リスト（死亡した者はモノクロ表示）が出てくるのは放送初回から恒例だったが、最初期は顔写真が大きめ（「悲恋湖伝説殺人事件」では大きさはバラバラであった）で、最後に「真犯人はこの中にいる!」とのフレーズを一が叫んでいた。
「蝋人形城殺人事件」-「墓場島殺人事件 ファイル2」
初期のフレーズが廃止（実際にはフレーズが廃止されたのは「悲恋湖伝説殺人事件 ファイル2」の次回予告から）、容疑者の顔写真を画面に敷きつめ効果音を取り入れる。
「墓場島殺人事件 ファイル3」- 最終話
コーナーを大幅に変更し、番組の最新情報や次回の話の見所等を伝える「金田一少年のかわら版」が開始された。ちなみに、番組最後のミニコーナーは以降の19時枠のアニメ作品でも必ず挿入されている。末期は最終回まであと何話かカウントダウンされていた。

## 登場人物・キャスト
主要人物
- 金田一一 - 山口勝平（映画第1作）→松野太紀
- 七瀬美雪 - 中川亜紀子
- 剣持勇 - 夏八木勲（映画第1作）→小杉十郎太
- 明智健悟 - 森川智之（無印・R、映画第2作）
- 速水玲香 - 飯塚雅弓（無印・R）
- 佐木竜太 - 難波圭一（無印・R）
- 金田一二三 - 池澤春菜（無印、映画第2作）
- いつき陽介 - 平田広明（無印、映画第2作）
- 村上草太 - 青羽剛（無印）→浅沼晋太郎（R）
- 高遠遙一 - 小野健一（無印・R）
- 怪盗紳士 - 百々麻子（無印・R）

各事件の関係者
「学園七不思議殺人事件」
- 桜樹るい子 - 篠原恵美
- 真壁誠 - 山崎たくみ
- 尾ノ上貴裕 - 飛田展男
- 鷹島友代 - みうらうらら
- 立花良造 - 藤城裕士
- 的場勇一郎 - 肝付兼太
- 青山ちひろ - 天神有海

「悲恋湖伝説殺人事件」
- 遠野英治 - 中原茂
- 河西さゆり - 熊谷ニーナ
- 香山三郎 - 松尾銀三
- 香山聖子 - 折笠愛
- 小林星二 - 島田敏
- 九条章太郎 - 新田三士郎
- 甲田征作 - 梁田清之
- 橘川茂 - 蓮透
- 倉田壮一 - 沖田蒼樹
- 小泉螢子 - 中川亜紀子

「蝋人形城殺人事件」
- 多岐川かほる - 吉田理保子
- 当麻恵 - 巴菁子
- マリア・フリードリヒ - 笠原弘子
- 真木目仁 - 龍田直樹
- 南山駿三 - 銀河万丈
- エドワード・コロンボ - 塩屋翼
- リチャード・アンダーソン - 梅津秀行
- 坂東九三郎 - 山口健
- 狭山恭次 - 塩沢兼人

「怪盗紳士の殺人」
- 蒲生剛三 - 矢田耕司
- 小宮山吾郎 - 西村知道
- 羽沢星次 - 二又一成
- 和泉さくら - 皆口裕子
- 海津里美 - 横尾まり
- 吉良勘治郎 - 笹岡繁蔵
- 大河内善助 - 大友龍三郎
- 和久田春彦 - 難波圭一
- 醍醐真紀 - 百々麻子
- 和泉宣彦 - 田中秀幸

「悲報島殺人事件」
- 岩田英作 - 青野武
- 柿本麻人 - 堀川亮
- 茅杏子 - 竹田愛里
- 美作碧 - 深見梨加
- 八十島隆造 - 松田重治
- 矢荻久義 - 松尾銀三
- 火村康平 - 子安武人
- クリス・アインシュタイン - 石川寛美
- 佐伯航一郎 - 藤田淑子
- 佐伯京助 - 藤原啓治

「悪魔組曲殺人事件」
- 椿陽三 - 石森達幸
- 紅亜理沙 - 島本須美
- 風倉百合恵 - 折笠愛
- マイケル・ヘンリー - 飛田展男
- 夏岡猛彦 - 高木渉
- 山根優歌 - 大谷育江
- 御堂周一郎 - 飯塚昭三

「飛彈からくり屋敷殺人事件」
- 巽紫乃 - 武藤礼子
- 巽龍之介 - 林延年
- 巽征丸 - 高木渉
- 巽もえぎ - 西村ちなみ
- 巽隼人 - 鈴木琢磨
- 冬木倫太郎 - 石丸博也
- 仙田猿彦 - 二又一成
- 冬木ウメ - 巴菁子
- 巽綾子 - 日野由利加
- 柊兼春 - 二又一成

「オペラ座館殺人事件」
- 月島亮二 - 堀川亮
- 布施一彦 - 伊藤健太郎
- 早乙女涼子 - 松井菜桜子
- 桐生春美 - 熊谷ニーナ
- 神矢修一郎 - 高木渉
- 黒沢和馬 - 笹岡繁蔵
- 緒方夏代 - 富沢美智恵
- 仙道豊 - 高戸靖広
- 日高織絵 - 永島由子
- 月島冬子 - 深見梨加
- さりな(女生徒) - 鈴木紗理奈

「死神病院殺人事件」
- 聖正景太郎 - 大塚周夫
- 聖正映子 - 玉川紗己子
- 聖正智明 - 中村秀利
- 聖正貴美子 - 皆口裕子
- 木根淳也 - 二又一成
- 雪室憂一 - 池田秀一
- 水島タキ - 上村典子
- 高沢和子 - 五十嵐麗
- 水島一夫 - 千葉進歩
- 醍醐真紀 - 百々麻子
- 船長 - 真夏竜

「金田一少年の殺人」
- 橘五柳 - 岸野幸正
- 都築哲雄 - 堀勝之祐
- 針生聖典 - 立木文彦
- 大村紺 - 水内清光
- 長島滋 - 堀内賢雄
- 花村葵 / 花村棗 - 日髙のり子
- 野中ともみ - 沢海陽子
- 桂横平 - 桜井敏治
- 時任亘 - 鈴木琢磨
- 鴨下あきら - 柏倉つとむ
- 菊 - 渡部るみ
- 都築瑞穂 - 日髙のり子

「幽霊客船殺人事件」
- 鷹守郷三 - 小山武宏
- 大槻健太郎 - 中博史
- 若王子幹彦 - 乃村健次
- 水崎丈次 - 菊池正美
- 香取洋子 - 日髙のり子
- 加納達也 - 高木渉
- 時原優 - 岩井由希子
- 赤井義和 - 世田一恵
- 大沢貴志 - 沖田蒼樹
- 吉田明 - 千葉一伸

「氷点下15度の殺意」
- 渋沢圭介 - 宮本充
- 春田優子 - 松谷彼哉
- 赤穂晴俊 - 鳥畑洋人
- 尾根静香 - 林佳代子
- 鈴森笑美 - 大坂史子
- 雪岡草平 - 永井誠
- 白峰辰貴 - 加納詞桂章

「魔術列車殺人事件」
- ピエロ左近寺 - 鈴木勝美
- マーメイド夕海 - 大川千帆
- 残間さとみ - 篠原恵美
- ノーブル由良間 - 檜山修之
- チャネラー桜庭 - 阪口大助
- 長崎巧四郎 - 関根信昭
- ジェントル山神 - 関根信昭
- 近宮玲子 - 小山茉美

「雪夜叉伝説殺人事件」
- 比留田雅志 - 中博史
- 綾辻真理奈 - 山崎和佳奈
- 加納りえ - 大塚智子
- 明石道夫 - 小和田貢平
- 氷室一聖 - 鈴木琢磨
- 響史郎 - 私市淳
- 大門優作 - 山野井仁
- 棟方ケン - 森久保祥太郎

「タロット山荘殺人事件」
- 赤間光彦 - 糸博
- 小城拓也 - 宮本充
- 北条アンヌ - 宇和川恵美
- 伊丹吾郎 - 長島雄一
- 速水雄一郎 - 大場真人
- 辻健二 - 水内清光
- 滝下間太郎 - 高橋広樹
- 井上正子 - 堀越真巳

「黒死蝶殺人事件」
- 斑目紫紋 - 長島雄一
- 斑目緑 - 竹田愛里
- 斑目舘羽 - 三石琴乃
- 斑目揚羽 - 山口由里子
- 斑目るり - 杉本ゆう
- 刈谷竹蔵 - 辻親八
- 深山日影 - 鈴木琢磨
- 山野勝巳 - ザジ
- 六波羅和馬 - 千葉進歩
- 小野寺将之 - 緑川光
- 猪川将佐 - 矢尾一樹

「速水玲香誘拐殺人事件」
- 鏑木葉子 - 鈴木れい子
- 安岡保之 - 高木渉
- 小渕沢英成 - 金光宣明
- 三田村圭子 - 土井美加
- 安岡真奈美 - こおろぎさとみ
- 逆井成美 - 松谷彼哉
- 人形館の男 - 菅生六之進

「仏蘭西銀貨殺人事件」
- 君沢ユリエ - 山本圭子
- 高森ますみ - 西村ちなみ
- 鳥丸奈緒子 - 荘真由美
- 霧山小夜子 - 深見梨加
- 鍵谷善司 - 塩屋浩三
- 犬飼要介 - 山崎たくみ
- 六条光彦 - 檜山修之
- スージー星河 - 橘U子
- 弓削透 - 津久井教生
- ヒロシ - 檜山修之

「誰が女神を殺したか?」
- 神津さやか - 増田ゆき
- 汐見初音 - 松谷彼哉
- 中津川賢人 - 家中宏
- 轟美和子 - 湯屋敦子
- 山吹薫子 - 落合るみ
- 瀬名光一 - 池田俊彦

「魔神遺跡殺人事件」
- 宗像さつき - 水谷優子
- 江戸川謙次 - 速水奨
- 港屋寛一 - 井原啓介
- 港屋明日香 - TARAKO
- 国守秋比古 - 八木光生、藤城裕士（代役）
- 蘇我豊広 - 大場真人
- 大和猛 - 成田剣
- 鳥辺野章 - 権ノ条勉
- 村西弥生 - 田中真弓
- 宗像今日子 - 日野由利加

「墓場島殺人事件」
- 陣馬剛史 - 林延年
- 岡崎浩司郎 - 高戸靖広
- 平嶋千絵 - 岩井由希子
- 森下麗美 - 大谷育江
- 岩野渉 - 二又一成
- 難波昌平 - 河本浩之
- 檜山達之 - 檜山修之
- 萩元哲範 - 渋谷茂
- 米村 - 長谷部浩一
- 井坂 - 鈴木琢磨
- 河野 - 林延年
- 守屋 - 高戸靖広

「明智警視の華麗なる推理」
- 八木清 - 石丸博也
- 金子喜勝 - 川津泰彦
- 国東隆介 - 成田剣
- 能代乙彦 - 矢尾一樹
- 住吉慎吾 - 高木渉
- 鹿沢直美 - 木村亜希子

「鬼火島殺人事件」
- 川崎洋三 - 堀内賢雄
- 花村麻美 - 長沢直美
- 塚原伝造 - 西川幾雄
- 大野公平 - 堀川亮
- 新谷百合 - 矢島晶子
- 森村圭一 - 鈴木琢磨
- 加藤賢太郎 - 浪川大輔
- 椎名真木男 - 柏倉つとむ
- 太田綾 - 川崎恵理子
- 白石美穂 - 永野愛
- 川島豊 - 草尾毅

「剣持警部の秘密」ファイル1
- 桐沢紅子 - 笠原弘子
- 桐沢緑子 - 加藤優子
- 冬堂あけみ - 富沢美智恵

「剣持警部の秘密」ファイル2
- 浜岡健一 - 松本保典
- 三島由里絵 - 柊美冬
- 中島留美 - 笠原留美
- 丸山良樹 - 二又一成
- 大塚茉莉 - 落合るみ
- 有吉淳平 - 野島健児
- 島本美和 - 熊谷ニーナ

「異人館ホテル殺人事件」
- 万代鈴江 - 土井美加
- 文月花蓮 - 萩森侚子
- 不破鳴美 - 松本梨香
- 榎戸あきら - 沖田蒼樹
- 市川魔子 - 長沢直美
- 市川玉三郎 - 園部啓一
- 雪村剛造 - 塩屋浩三
- 虹川幸雄 - 西村朋紘

「電脳山荘殺人事件」
- ワトソン - 小野健一
- 僧正 - 江川央生
- 乱歩 - 宮本充
- シド - 三木眞一郎
- パトリシア - 加藤優子
- アガサ - 平松晶子

「聖バレンタインの殺人」
- 京極優介 - 速水奨
- 京極浩二郎 - 矢尾一樹
- 京極拓弥 - 高木渉
- 笹本美華 - 田中敦子
- 島崎薫 - 川崎恵理子
- 二宮水穂 - かないみか
- 青山司 - 宇垣秀成
- 如月静歌 - 日髙のり子

「フミの誘拐事件」
- 相馬敦士 - 千葉繁
- 相馬妙子 - 水原リン

「鏡迷宮の殺人」
- 秋元和那 - 松井菜桜子
- 小峰円 - 長沢直美
- 真紀村朱実 - 松下木聖
- 花輪美佳 - 百々麻子
- 和那の父 - 中嶋聡彦

「明智警視の華麗なる推理」その2
- 雲間進治 - 銀河万丈
- 緑川総介 - 龍田直樹
- 猫田光成 - 鈴木清信
- 赤菱五郎 - 広瀬正志
- 三矢鉄男 - 山本亘

「銀幕の殺人鬼」
- 蔵沢光 - 上田祐司
- 真田コージ - 加納詞桂章
- 門脇靖浩 - ねずみ
- 泉谷シゲキ - 高戸靖広
- 黒河美穂 - 水原リン
- 星野かなえ - 木村亜希子
- 遊佐チエミ - 矢島晶子
- 本多影行 - 津久井教生

「明智少年の華麗なる挑戦」
- 和島尊 - 家中宏
- 薬師寺かおる - 篠原恵美
- 赤沢次郎 - 津久井教生
- 堀口啓子 - 岩井由希子
- 海老原道子 - 今井由香
- 内田寛 - 鈴木琢磨
- 権藤徹男 - 中博史
- 山本大五郎 - 高橋広樹

「上海魚人伝説殺人事件」
- 楊小龍 - 植村喜八郎
- 楊麗俐 - 湯屋敦子
- 唐人美 - 山口由里子
- 周友良 - 中博史
- 西村志保 - 深見梨加
- 藤堂壮介 - 大竹宏
- 楊王 - 伊藤和晃
- 石達民 - 松本保典
- 李波児 - 鈴置洋孝

「鵜飼村殺人事件」
- 猪熊英夫 - 中尾隆聖
- 一色スミレ - 徳光由香
- 青柳拓哉 - 高橋直純
- 滑川ユキト - 千葉一伸
- 香取マキオ - 粟津貴嗣
- 竹中亜弓 - 寺田はるひ
- 片倉マイ - ゆきじ
- 彦根刑事 - 中博史

「天草財宝伝説殺人事件」
- 天堂四郎 - 勝生真沙子
- 矢木沢亮 - 園部啓一
- 中田絹代 - 原えりこ
- 最上葉月 - 岡村明美
- 和田守男 - 井上倫宏
- 赤門秀明 - 二又一成
- 赤峰藤子 - 宇和川恵美
- 美浦エミリ - 金月真美
- 石井雅之 - 広瀬正志
- 和田朋美 - 西村ちなみ

「真夏の悪夢殺人事件」
- 富山桜 - 川崎恵理子
- 長崎百合 - 清水香里
- 香川小梅 - 冨永みーな
- 須藤亜我志 - 水島裕

「雷祭殺人事件」
- 朝木葉月 - 池田昌子
- 朝木春子 - 野沢由香里
- 朝木秋絵 - 今井由香
- 朝木時雨 - 寺田はるひ
- 武藤恭一 - 難波圭一
- 朝木冬生 - 菅原正志

「殺意のレストラン」
- 男 - 牛山茂
- 女店主 - 勝生真沙子

「魔犬の森の殺人」
- 渡辺鐘 - 中村秀利
- 萬屋透 - 竹若拓磨
- 参道麻衣 - 松谷彼哉
- 百田梅男 - 山崎たくみ
- 五十嵐郁登 - 千葉一伸
- 二ノ宮朋子 - 朴璐美
- 千家貴司 - 菊池正美
- 八尾徹平 - 高橋直純
- 十和田清 - 古川登志夫
- 水沢利緒 - 岩男潤子

「明智少年の華麗なる協奏曲」
- 桐島レオナ - 岡村明美
- 石山征爾 - 辻谷耕史
- 吉野音美 - 小西寛子
- 城晋一郎 - 加納詞桂章
- 赤堤響介 - 成田剣
- 木戸直純 - 藤田宗久
- 椎名克久 - 宗矢樹頼
- 北垣航也 - 池田俊彦

「雪影村殺人事件」
- 太刀川都 - 坂本千夏
- 魚住響四郎 - 岡野浩介
- 社冬美 - 石塚理恵
- 蓮沼綾花 - 宇和川恵美
- 島津匠 - 千葉一伸
- 立石直也 - 西村朋紘
- 葉多野春菜 - 矢島晶子
- 鷲尾鉱三 - 金子由之
- 板倉克巳 - 高橋広樹

「白銀に消えた身代金」
- 黒塚和成 - 麦人
- 黒塚巧 - ゆきじ
- 若林夕雨子 - 折笠愛
- 日下部達郎 - 河本浩之
- 横光洋二 - 竹若拓磨

「迷い込んできた悪魔」
- 恩田純一 - 杉田鏡介
- 万田光男 - 柏倉つとむ
- 火口雪子 - 熊谷ニーナ
- 鳳辰馬 - 水内清光

「嘆きの鬼伝説殺人事件」
- 辻口令衣子 - 高田由美
- 辻口美奈子 - 折笠富美子
- 坂本裕子 - 寺田はるひ
- 中野宏和 - 岸尾大輔
- 岡安俊秀 - 鳥海勝美
- 辻口鈴置 - 西村知道
- 辻口佳代 - 幸田直子
- 江波勝彦 - 塩屋浩三
- 鬼頭小百合 - 鵜飼るみ子
- 如月美和 - 野沢由香里

「明智少年の華麗なる剣技」
- 桜田博允 - 古川登志夫
- 宇佐美乙也 - 坂口候一
- 室町光之介 - 遠近孝一
- 錦野龍平 - 木下浩之
- 寺山十造 - 矢尾一樹
- 東城真琴 - 松本保典
- 留美 - 住友優子

「亡霊学校殺人事件」
- 国枝真紀 - 村井かずさ
- 伊能耕平 - 柏倉つとむ
- 獅子島隆 - 後藤敦
- 鳴沢研太 - 鳥海勝美
- 松岡修吉 - 平田広明
- 高田刑事 - 園部啓一
- 少女 - ？（池澤春菜）

「瞬間消失の謎」
- 岡持武則 - 中村大樹
- 相田桃子 - 柿沼紫乃
- 京谷雅彦 - 高橋直純

「殺戮のディープブルー」
- 藍沢秀一郎 - 広瀬正志
- 藍沢由里絵 - 百々麻子
- 藍沢優 - 郷古潔
- 藍沢剛 - 御友公喜
- 藍沢茜 - 西村ちなみ
- 広瀬匠 - 飛田展男
- 松田武 - 岸尾大輔
- 遠藤由明 - 関俊彦
- 新堂雄一 - OYAKATA
- ハアル - 江川央生
- イルウ - 中嶋聡彦
- ヤム - 佐々木敏
- モト - 相沢正輝
- アナト - 小西寛子

「フィルムの中のアリバイ」
- 堀之内レオ - 大塚明夫
- 美隅陽平 - 山口勝平
- 中神黎明 - 中尾隆聖
- 美知世 - 高橋理恵子

「出雲神話殺人事件」
- 乾公子 - 菊地祥子
- 右艮真一 - 石田彰
- 朱雀齋助 - 竹末広一
- 青山龍子 - 中澤やよい
- 坤田友代 - 野沢雅子
- 巽海なぎさ - 山像かおり
- 白井虎太郎 - 緒方愛香
- 玄武徳一 - 松尾銀三
- 乾英基 - 堀内賢雄

「明智警視の華麗なる推理 in Las Vegas」
- パトリシア・オブライエン - 渡辺美佐
- 舟木敏朗 - 乃村健次
- 金田昌平 - 川本克彦
- ケネス・ゴールドマン - 家弓家正
- アニタ・ロビンソン - 杉山佳寿子

「逆転不可能!七瀬美雪の殺人容疑」
- 千吉良澪 - 夏樹リオ
- 荻野千花 - 白鳥由里
- 四至本卓治 - 森久保祥太郎
- 辻村牧雄 - 松本保典
- 小村刑事 - 佐藤政道

「露西亜人形殺人事件」
- 山之内恒聖 - 伊集院源一郎
- 神明忠治 - 山口負平
- 梅園薫 - 鵜飼るみ子
- 犬飼高志 - 一条和矢
- 田代富士夫 - 青野武
- 宝田光二 - 内田直哉
- 幽月来夢 - 松谷彼哉
- 桐江想子 - 吉田古奈美
- 有頭大介 - 二又一成

「怪盗紳士からの挑戦状」
- 安岡章子 - 一城みゆ希
- 吉行淳 - 亀山助清
- 遠藤周介 - 宮本充
- 藤田時継 - キートン山田
- 森京香 - 三石琴乃

「怪奇サーカスの殺人」
- アネット根来 - 田村真紀
- 犬神拓郎 - 相沢正輝
- 黒木田紅子 - 水田わさび
- 海老沢弓夫 - 矢尾一樹
- スペードのサム - 山野浩司
- ハートのジョン - 林栄作
- クラブのエド - 烏賊杉八郎太
- 小椋顕人 - 岩永哲哉
- 小椋乃絵留 - 多田葵
- 八木沼順三 - 宇垣秀成
- 小椋伸吾 - 忍野タケル
- 小椋リリィ - 潘恵子
- 石川隆 - 江川央生

「オペラ座館・最後の殺人」
- 響静歌 - 藤田淑子
- 影島十三 - 山路和弘
- 湖月レオナ - 折笠富美子
- 絵門いずみ - 山崎和佳奈
- 城龍也 - 三木眞一郎
- 氷森冬彦 - 阪口大助
- 霧生鋭治 - 古谷徹

「吸血鬼伝説殺人事件」
- 比良川透 - 中尾隆聖
- 湊青子 - 三石琴乃
- 二神育子 - 松岡洋子
- 海谷政夫 - 二又一成
- 猫間純子 - 東さおり
- 緋色景介 - 池田秀一
- 辻由利亜 - 久川綾
- 辻由利亜の父 - 上別府仁資

「香港九龍財宝殺人事件」
- 楊蘭 - 中川亜紀子
- 柳愛碧 - 佐古真弓
- 陳永福 - 梅津秀行
- 新力 - 飛田展男
- 瀧川龍太 - 浜田賢二、小堀幸（幼少時代）
- 佐久間猛 - 奈良徹
- 李白龍 - 千葉一伸
- 金龍東 - 森訓久
- 王龍 - 木下浩之
- 楊美琴 - 高橋理恵子

「速水玲香と招かれざる客」
- 御手洗幸男 - 千葉進歩
- 朽沼末吉 - モロ師岡

「錬金術殺人事件」
- 神丘風馬 - 柿原徹也、小林さとみ（子供時代）
- 一色理科子 - 九十九絹子→百々麻子
- 深森蛍 - 椎名へきる
- 鬼沢龍子 - 高乃麗
- 園光寺忍 - 家中宏
- 繭村琢也 - 藤本たかひろ
- 不二森映 - 沼田祐介
- 谷河クリスティーナ - 新名彩乃
- 赤柴大樹 - 中川慶一
- 美影紗月 - 宮島依里
- 夕凪はるか - 後藤沙緒里

「獄門塾殺人事件」
- 近衛元彦 - 清水一貴
- 鯨木大介 - 木村昴
- 中屋敷学 - 高橋英則
- 霧沢透 - 朝比奈拓見
- 海堂瞳 - あいざわゆりか
- 絵波ゆりか - 五十嵐由佳
- 濱秋子 - 金元寿子
- 式部清子 - 木下紗華
- 氏家貴之 - 菅生隆之
- 厳島蘭子 - 竹内順子
- 溝岸刑事 - 加藤清司
- 茂呂井連 - 小田久史
- 川上優子 - 多田このみ
- 藍野修治 - 羽多野渉

「高度一万メートルの殺人」
- 小金井守 - 遊佐浩二
- 志田智明 - 園部好德
- 加賀谷唯 - 小松由佳
- 桃山灯 - 朝井彩加
- 石田麻利亜 - 河原木志穂
- 大越豊 - 藤原貴弘
- 関口忍 - 田村真

「キャンプ場の“怪”事件」
- 鷹野樹里 - 橋本結
- 秋峰あかね - 原優子
- 岡崎浩司郎 - 金本涼輔
- マスター - 佐藤友啓

「飛込プールの悪霊」
- 潮美波留 - 福圓美里
- 虹枝光世 - 雪野五月
- 水樹流奈 - 日笠陽子
- 早宮葵 - 茉莉邑薫
- 刑事 - 堀内賢雄

「剣持警部の殺人」
- 毒島陸 - 丹沢晃之
- 十神まりな - 渡邉佳美
- 十神えりな - 中村千絵
- 青井零児 - 玉木雅士
- 魚崎葉平 - 小田柿悠太
- 多間木匠 - 内田雄馬
- 湖森涼介 - 阪口周平
- 剣持和枝 - 皆口裕子

「ゲームの館殺人事件」
- 麦林美佳 - 唐沢潤
- 霜村志保 - 堀越真己
- 菊川梢 - 柚木涼香
- 霜村生馬 - 水島大宙
- 杉本潤 - 近藤隆
- 宝樹滋 - 織田圭祐

「金田一少年の決死行」
- 南麗晶 - 井上麻里奈
- 江健一 - 新垣樽助
- 松岡修治 - 楠大典
- 藤井文香 - 魏涼子
- 四之宮徹 - 武虎
- 香胡蝶 - 松浦チエ
- 周龍道 - 釘宮理恵
- 狩谷周平 - 松山鷹志
- 神山 - 西村太佑

「血溜之間殺人事件」
- 小角由香里 - 能登麻美子
- 海峰学 - 吉野裕行
- 三ツ石勲 - 間島淳司
- 星桂馬 - 菅沼久義
- 天元花織 - 鷲尾伶菜
- 岡目秀策 - 高戸靖広

「薔薇十字館殺人事件」
- 白樹紅音 - 本名陽子
- 毛利御門 - 山路和弘
- 皇翔 - 岩崎征実
- 佐久羅京 - 川田紳司
- 祭沢一心 - 津田健次郎
- 冬野八重姫 - 皆川純子
- 小金井睦 - 町田政則
- 禅田みるく - 岡村明美
- 月読ジゼル - 沢城みゆき
- 高遠遙一の養父 - 木村雅史
- 美咲蓮花 - 杉本ゆう

「午前4時40分の銃声」
- 雪峯美砂 - 恒松あゆみ
- 丸谷留奈 - 小林沙苗
- 村山智彦 - 上田燿司

「明智警部の事件簿」
- 小林竜太郎 - 千葉雄大
- 捜査一課の課長 - 黒田崇矢
- 貴島洋平 - 咲野俊介
- 貴島順一 - 五代高之
- 杉田円 - 生天目仁美
- 三橋健三 - 高橋広司
- 山田和夫 - 真木駿一
- 藤堂 - 品村渉
- 根元 - 伊丸岡篤
- 荒川 - 三輪隆博
- 佐竹 - 室元気
- 渡部 - 蟹江俊介
- 飯田 - 平丸拓実

「雪鬼伝説殺人事件」
- 月見里光 - 諏訪部順一
- 黒木守 - 小西克幸
- 影平文芽 - 村中知
- 鯖木海人 - 安元洋貴
- 雲沢夏樹 - 五十嵐裕美
- 椿原紅湖 - 伊瀬茉莉也
- 鷹山翼 - 保志総一朗
- 斧寺空美 - 藤村歩
- 柊森一郎 - 小林親弘
- 松島田学 - 宮内敦士
- 相馬真紀 - 北川里奈
- 雪原さやか - 茅野愛衣

「女医の奇妙な企み」
- 柏木医師 - 坂本真綾
- 大塚医師 - 高橋伸也

「消えた金メダルの謎」
- 鮫島進 - 磯部勉
- 亀井保 - 桐本拓哉
- 若杉健太 - 保村真
- 鮎川由里 - 菊地美香

「狐火流し殺人事件」
- 桃瀬心平 - 鳥海浩輔
- 霧谷凛 - 仙台エリ
- 鐘本あかり - 森谷里美
- 梨村亮 - 高城元気
- 緋森美咲 - 浅野真澄
- 蝉沢忍 - 森久保祥太郎
- 神小路陸 - 櫻井孝宏
- 乾光太郎 - 市来光弘
- 月江茉莉香 - 阿澄佳奈
- 月江茉莉香の母 - 大原さやか
- 霧谷健三 - 山岸治雄
- 神小路陸の父 - 高塚正也
- 神小路陸の母 - 茂呂田かおる

### キャスティング
同じ話で声優が2役を演じるときに、本来の名義とは異なるものを使用している例がいくつかある。このうち、高遠遙一と怪盗紳士は別人に変装している場合、正体が明らかになるまで別名でクレジットされている場合がある。
例：辻親八→ザジ（山野勝巳役）、小野健一→菅生六之進（人形館の男役、菅原刑事役）、成田剣→権ノ条勉（鳥辺野章役）、小杉十郎太→杉田鏡介（恩田純一役）、佐々木敏→郷古潔（藍沢優役）、中嶋聡彦→OYAKATA（新堂雄一役）、平田広明→山口負平（神明忠治役）、青野武→伊集院源一郎（山之内恒聖役）、森川智之→烏賊杉八郎太（クラブのエド役）、松尾銀三→竹末広一（朱雀斎助役）

## スタッフ

### 金田一少年の事件簿
- 原作者
  - 原案 - 天樹征丸
  - 原作 - 金成陽三郎
  - 漫画 - さとうふみや（講談社「週刊少年マガジン」連載）
- プロデューサー - 諏訪道彦（よみうりテレビ）、渡辺哲也（電通）、清水慎治（東映動画 → 東映アニメーション）
- プロデューサー補 - 秋山陽子（東映動画 → 東映アニメーション）
- アシスタントプロデューサー - 斎藤朋之（よみうりテレビ）[注釈 11]
- 製作担当 - 樋口宗久（第1話 - 第105話）、野田由紀夫（第69話 - 最終話）[注釈 12]
- 音楽 - 和田薫
- キャラクターデザイン - 荒木伸吾、姫野美智、香川久（第13話 - 第23話、第28話 - 第31話）、窪秀已（第24話 - 第27話、第32話 - 最終話）
- 美術デザイン - 渡辺佳人
- 美術設定 - 内川文広、秦秀信（第24話 - 最終話）
- シリーズディレクター - 西尾大介
- 撮影 → デジタル撮影[注釈 13] - ACCプロダクション
- 録音 - 池上信照（タバック）
- 音響効果 - 片岡陽三（サウンドリング、第1話 - 第15話） → 伊藤道廣（サウンドリング、第16話 - 最終話）
- 選曲 - 水野さやか（スワラ・プロ）
- 録音スタジオ - タバック
- 現像 → オンライン編集 - 東映化学 → TOVIC[注釈 14]
- 企画協力 - 樹林伸（講談社）[注釈 15]、都丸尚史（講談社）、菅原章（電通）
- 制作協力 - 東映（126話 - 最終話）[注釈 16]
- 制作 - よみうりテレビ、電通、東映動画 → 東映アニメーション（第1話 - 第125話、第126話 - 最終話）

### 金田一少年の事件簿スペシャル（2007年）
- 原作 - 天樹征丸
- 漫画 - さとうふみや（講談社「金田一少年の事件簿」）
- チーフプロデューサー - 諏訪道彦（読売テレビ）、清水慎治（東映アニメーション）
- プロデューサー - 永井幸治（読売テレビ）、鷲尾天（東映アニメーション）
- 監督 - 伊藤尚往
- シナリオ - 島田満
- 音楽 - 和田薫
- 製作担当 - 樋口宗久
- キャラクターデザイン・総作画監督 - 竹田欣弘
- 色彩設計 - 辻田邦夫
- 美術 - 秋山健太郎
- 編集 - 後藤正浩（タバック）
- 録音 - 伊藤光晴（タバック）
- 効果 - 石野貴久（ちゅらサウンド）
- 選曲 - 水野さやか（スワラ・プロ）
- 録音スタジオ - タバック
- オンライン編集 - TOVIC
- アニメーション製作協力 - スタジオガゼル、MAGICBUS
- 音楽協力 - 読売テレビエンタープライズ、東映アニメーション音楽出版
- 企画協力 - 樹林伸[注釈 17]、都丸尚史（講談社）、栗田宏俊（講談社）、鈴木隆介（講談社）
- 制作協力 - 東映
- 制作 - ytv、電通、東映アニメーション

### 金田一少年の事件簿R
- 原作 - 天樹征丸
- 漫画 - さとうふみや（講談社「週刊少年マガジン」連載）[注釈 18]
- 企画・チーフプロデューサー - 諏訪道彦（ytv）、清水慎治、鷲尾天（東映アニメーション）
- 制作統括 - 小石川伸哉（ytv）、風間厚徳（東映アニメーション）
- プロデューサー - 永井幸治（ytv）、西尾大介、木戸睦 → 石川啓、二階堂里紗（東映アニメーション）
- 音楽 - 和田薫
- 音響監督 - 本田保則[注釈 19]
- 製作担当 - 柳義明 → 岡田将介
- 美術監督 - 市岡茉衣 → 桐本裕美子（美峰）
- 美術設定 - 李炫定、野村正信、天田俊貴（美峰）
- 色彩設計 - 豊永真一
- キャラクターデザイン - 浅沼昭弘
- シリーズディレクター - 土田豊 → 池田洋子
- 撮影監督 - 五十嵐慎一 → 石塚知義
- 編集 - 西村英一 → 片瀬健太（タバック）
- 録音 - 林奈緒美 → 立花康夫（タバック）
- 録音助手 - 伊藤光晴 → 阿部智佳子 → 澤村裕樹（タバック）[注釈 20]
- 音響効果 - 伊藤道廣（サウンドリング） → 石野貴久（ちゅらサウンド）
- 選曲 - 水野さやか（スワラ・プロ）
- 記録 - 梶本みのり
- アシスタントプロデューサー - 二階堂里紗
- デスク - 原万里菜
- キャスティング - 大山恵子、小浜匠 → 吉田理保子
- 録音スタジオ - タバック → 東映デジタルセンター[注釈 21]
- 音響製作 - タバック[注釈 22]
- オンライン編集 - 東映デジタルラボ
- 音楽協力 - 読売テレビエンタープライズ、東映アニメーション音楽出版、
- 企画協力 - 講談社
- 制作協力 - 東映
- 制作 - 読売テレビ、東映アニメーション

## 主題歌

### 金田一少年の事件簿（主題歌）
オープニングテーマ
「CONFUSED MEMORIES」（第1話（1997年4月7日） - 第23話（9月8日））
作詞 - MARC / 作曲・編曲 - 久保こーじ / プロデュース - 小室哲哉 / 歌 - 円谷憂子
「meet again」（第24話（1997年10月20日） - 第42話（1998年3月16日））
作詞・作曲 - aki / 編曲 - Laputa、佐藤宣彦 / 歌 - Laputa
「君がいるから・・」（第43話（1998年4月13日） - 第69話（11月16日））
作詞・作曲・歌 - 西脇唯 / 編曲 - 水島康貴
第148話（2000年9月11日）ではエンディングテーマとして使用。
このOPからデジタル化。
「BRAVE」（第70話（1998年11月23日） - 第83話（1999年3月15日））
作詞 - 早灘圭志 / 作曲 - 上峰芹 / 編曲 - 古井弘人 / 歌 - GRASS ARCADE
「JUSTICE〜Future Mystery〜」（第84話（1999年4月12日） - 第105話（9月20日））
作詞 - 永野椎菜 / 作曲 - 高山みなみ / 編曲 - TWO-MIX / 歌 - 高山美瑠 with TWO-MIX
「Why? (FUNKY VERSION)」（第106話（1999年10月11日） - 第130話（2000年5月8日））
作詞 - 戸沢暢美 / 作曲 - KIM・CHANGHWAN / 編曲 - KIM・WOOJIN / 歌 - COLOR
「Never Say Why」（第131話（2000年5月15日） - 第148話（9月11日））
作詞 - 小室みつ子、前田たかひろ / 作曲・編曲 - 小室哲哉 / 歌 - 566 feat. 中野さゆり

初代オープニングを手掛けたMARC、小室、円谷は一作目のアニメ映画にも参加している。
エンディングテーマ
「2人」（第1話（1997年4月7日） - 第17話（7月28日））
作詞 - 秋元康 / 作曲 - 松本俊明 / 編曲 - 京田誠一 / 歌 - ともさかりえ
「Boo Bee MAGIC」（第18話（1997年8月4日） - 第29話（11月24日））
作詞 - NoB / 作曲 - MASAKI / 編曲 - M.N.R.G. / 歌 - 鈴木紗理奈
「Mysterious night」（第30話（1997年12月1日） - 第44話（1998年4月20日））
作詞 - 川名卓馬、中田あきこ / 作曲・編曲 - 川名卓馬 / 歌 - R-ORANGE
「White page」（第45話（1998年4月27日） - 第62話（9月7日））
作詞・作曲 - 佐々木亨 / 編曲 - 西平彰 / 歌 - Platinum Peppers Family
「ジーンズ」（第63話（1998年9月14日） - 第73話（12月14日））
作詞 - 相田毅 / 作曲・編曲 - 朝本浩文 / プロデュース - 藤井丈司 / 歌 - 広末涼子
「はてしなく青い空を見た」（第74話（1999年1月11日） - 第87話（5月3日））
作詞・作曲・歌 - 西脇唯 / 編曲 - 柿崎洋一郎
「Believe myself」（第88話（1999年5月10日） - 第98話（7月26日））
作詞 - 舩木基有 / 作曲 - 岩井勇一郎 / 編曲・歌 - New Cinema 蜥蜴
「Sink」（第99話（1999年8月2日） - 第110話（11月8日））
作詞 - Ryutaro / 作曲 - Tadashi / 編曲 - Plastic Tree、成田忍 / 歌 - Plastic Tree
「コングラッチェ」（第111話（1999年11月15日） - 第130話（2000年5月8日））
作詞・歌 - CASCADE / 作曲 - MASASHI / 編曲 - CASCADE、西田マサラ
「ウルトライダー」（第131話（2000年5月15日） - 第147話（9月4日））
作詞 - HAKUEI / 作曲・歌 - PENICILLIN / 編曲 - PENICILLIN & 本田恭之
挿入歌として当時エンディングに使用されていた「White page」が、『墓場島殺人事件 FILE.3』のラストで使用された。初代エンディングを担当したともさかりえは、初代ドラマ版の七瀬美雪役である。二代目エンディングを担当した鈴木紗理奈は、第23話にて本編に登場する「さりな」の声も担当している。

### 金田一少年の事件簿R（主題歌）
オープニングテーマ
第1期
「BRAND NEW STORY」（第1話 - 第14話）
作詞 - 藤林聖子 / 作曲 - 渡辺徹 / 編曲 - 江口亮 / 歌 - 東京パフォーマンスドール
「故に、摩天楼」（第15話 - 第25話）
作詞・作曲・編曲 - ミヤ / 歌 - MUCC
第2期
「四銃士」（第26（1）話 - 第37（12）話、SP）
作詞 - Satomi / 作曲 - S・ラフマニノフ、西本智実 / 編曲 - 西本智実、倉内達矢 / 歌 - NEWS
「TRAGEDY」（第38（13）話 - 第47（22）話）
作詞 - FOREST YOUNG / 作曲 - Shunsuke Harada、TKMZ / 編曲 - Shunsuke Harada / 歌 - KAT-TUN
第1期前期オープニングを担当した東京パフォーマンスドールのメンバーは、第15話にて本編に登場する旅行客の声も担当している。第2期後期オープニングを担当したKAT-TUNのメンバー・亀梨和也は、3代目ドラマ版の金田一一役を担当した経歴をもつ。また、第2期前期オープニングを担当したNEWSのメンバー・増田貴久は、4代目ドラマ版の「鬼火島殺人事件」の椎名真木男を演じている。

エンディングテーマ
第1期
「パスコード4854」（第1話 - 第14話）
作詞 - Yuta Yoneyama、玉井健二 / 作曲 - 矢田亨 / 編曲 - 玉井健二、釣俊輔 / 歌 - 安田レイ
「スタートライン」（第15話 - 第25話）
作詞・作曲 - MICHIRU / 編曲 - シライシ紗トリ / 歌 - 7!!
第2期
「瞳の奥の銀河」（第26（1）話 - 第37（12）話、SP）
作詞 - 小竹正人 / 作曲 - 前迫潤哉、RUSH EYE、春川仁志 / 編曲 - RUSH EYE、春川仁志 / 歌 - Flower
「決意の翼」（第38（13）話 - 第47（22）話）
作詞 - 斎藤仁久 / 作曲・編曲 - 斎藤仁久、小高光太郎 / 歌 - 暁月凛

## 各話リスト
放送日は読売テレビ・日本テレビ系列を基準とし、アニメ版でのオリジナルストーリーは 太字 で表記してある。

### 各話リスト（金田一少年の事件簿）
| 話数 | 放送日         | サブタイトル                                     | 脚本       | 絵コンテ          | 演出              | 作画監督          | 美術                  |
| ---- | -------------- | ------------------------------------------------ | ---------- | ----------------- | ----------------- | ----------------- | --------------------- |
| 1    | 1997年 4月7日  | 「学園七不思議殺人事件」ファイル1 謎開幕         | 島田満     | 西尾大介          | 西尾大介          | 茅野京子          | 渡辺佳人              |
| 2    | 4月14日        | 「学園七不思議殺人事件」ファイル2 謎拡大         | 島田満     | 梅澤淳稔          | 梅澤淳稔          | 窪秀已            | 杉浦正一郎            |
| 3    | 4月21日        | 「学園七不思議殺人事件」ファイル3 謎完結         | 島田満     | 宇田鋼之介        | 宇田鋼之介        | 近藤優次          | 渡辺佳人              |
| 4    | 4月28日        | 「悲恋湖伝説殺人事件」ファイル1 謎の湖面         | 橋本裕志   | 明比正行          | 明比正行          | 三浦和也          | 渡辺佳人              |
| 5    | 5月5日         | 「悲恋湖伝説殺人事件」ファイル2 過去の謎         | 橋本裕志   | 小坂春女          | 小坂春女          | 真庭秀明          | 杉浦正一郎            |
| 6    | 5月12日        | 「悲恋湖伝説殺人事件」ファイル3 想い完結         | 橋本裕志   | 山田徹            | 山田徹            | 稲葉仁            | 渡辺佳人              |
| 7    | 5月19日        | 「蝋人形城殺人事件」ファイル1 明智登場           | 遠藤明範   | 明比正行          | 明比正行          | 茅野京子          | 渡辺佳人              |
| 8    | 5月26日        | 「蝋人形城殺人事件」ファイル2 犯人特定           | 遠藤明範   | 梅澤淳稔          | 梅澤淳稔          | 真庭秀明          | 杉浦正一郎            |
| 9    | 6月2日         | 「蝋人形城殺人事件」ファイル3 壮絶完結           | 遠藤明範   | 宇田鋼之介        | 宇田鋼之介        | 浅沼昭弘          | 渡辺佳人              |
| 10   | 6月9日         | 「怪盗紳士の殺人」ファイル1 金田一の敗北         | 橋本裕志   | 小坂春女          | 小坂春女          | 近藤優次          | 佐藤信                |
| 11   | 6月16日        | 「怪盗紳士の殺人」ファイル2 おそう違和感         | 橋本裕志   | 西尾大介          | 西尾大介          | 窪秀已            | 杉浦正一郎            |
| 12   | 6月23日        | 「怪盗紳士の殺人」ファイル3 完結する名画         | 橋本裕志   | 山田徹            | 山田徹            | 三浦和也          | 渡辺佳人              |
| 13   | 6月30日        | 「悲報島殺人事件」ファイル1 秘宝の暗号歌         | 遠藤明範   | 明比正行          | 明比正行          | 稲葉仁            | 勝又アイ子            |
| 14   | 7月7日         | 「悲報島殺人事件」ファイル2 犯人が見えた         | 遠藤明範   | 宇田鋼之介        | 宇田鋼之介        | 浅沼昭弘          | 渡辺佳人              |
| 15   | 7月14日        | 「悲報島殺人事件」ファイル3 秘宝涙の完結         | 遠藤明範   | 梅澤淳稔          | 梅澤淳稔          | 真庭秀明          | 渡辺佳人              |
| 16   | 7月21日        | 「悪魔組曲殺人事件」ファイル1 戦慄の旋律         | 遠藤明範   | 小坂春女          | 小坂春女          | 茅野京子          | 杉浦正一郎            |
| 17   | 7月28日        | 「悪魔組曲殺人事件」ファイル2 天使の転調         | 遠藤明範   | 山田徹            | 山田徹            | 近藤優次          | 渡辺佳人              |
| 18   | 8月4日         | 「飛驒からくり屋敷殺人事件」ファイル1 謎         | 井上敏樹   | 梅澤淳稔          | 梅澤淳稔          | 窪秀已            | 脇威志                |
| 19   | 8月11日        | 「飛驒からくり屋敷殺人事件」ファイル2 罠         | 井上敏樹   | 竹之内和久        | 竹之内和久        | 三浦和也          | 杉浦正一郎            |
| 20   | 8月18日        | 「飛驒からくり屋敷殺人事件」ファイル3 結         | 井上敏樹   | 明比正行          | 明比正行          | 稲葉仁            | 渡辺佳人              |
| 21   | 8月25日        | 「オペラ座館殺人事件」ファイル1 嵐の戯曲         | 島田満     | 小村敏明          | 小村敏明          | 浅沼昭弘          | 脇威志                |
| 22   | 9月1日         | 「オペラ座館殺人事件」ファイル2 黒い演技         | 島田満     | 宇田鋼之介        | 宇田鋼之介        | 真庭秀明          | 杉浦正一郎            |
| 23   | 9月8日         | 「オペラ座館殺人事件」ファイル3 夢の終演         | 島田満     | 西尾大介          | 西尾大介          | 高木雅之 市川慶一 | 渡辺佳人              |
| SP   | 10月13日       | 「死神病院殺人事件」                             | 遠藤明範   | 小村敏明 西尾大介 | 小村敏明 西尾大介 | 浅沼昭弘 真庭秀明 | 脇威志 杉浦正一郎     |
| 24   | 10月20日       | 「金田一少年の殺人」ファイル1 主役が犯人         | 橋本裕志   | 小坂春女          | 小坂春女          | 窪秀已            | 脇威志                |
| 25   | 10月27日       | 「金田一少年の殺人」ファイル2 謎の連続死         | 橋本裕志   | 梅澤淳稔          | 梅澤淳稔          | 稲葉仁            | 杉浦正一郎            |
| 26   | 11月3日        | 「金田一少年の殺人」ファイル3 逃亡の果て         | 橋本裕志   | 明比正行          | 明比正行          | 三浦和也          | 渡辺佳人              |
| 27   | 11月10日       | 「金田一少年の殺人」ファイル4 逆転の瞬間         | 橋本裕志   | 竹之内和久        | 竹之内和久        | 高木雅之 市川慶一 | 渡辺佳人              |
| 28   | 11月17日       | 「幽霊客船殺人事件」ファイル1 船長謎蒸発         | 島田満     | 宇田鋼之介        | 宇田鋼之介        | 志村隆行          | 杉浦正一郎            |
| 29   | 11月24日       | 「幽霊客船殺人事件」ファイル2 絶望の航海         | 島田満     | 山田徹            | 山田徹            | 稲葉仁            | 黒田淳一              |
| 30   | 12月1日        | 「幽霊客船殺人事件」ファイル3 無人島の罠         | 島田満     | 梅澤淳稔          | 梅澤淳稔          | 三浦和也          | 渡辺佳人              |
| 31   | 12月8日        | 「幽霊客船殺人事件」ファイル4 惨劇の真実         | 島田満     | 小村敏明          | 小村敏明          | 浅沼昭弘          | 杉浦正一郎            |
| 32   | 12月15日       | 「氷点下15度の殺意」                             | 遠藤明範   | 明比正行          | 明比正行          | 真庭秀明          | 黒田淳一              |
| 33   | 1998年 1月12日 | 「魔術列車殺人事件」ファイル1 旅立つ迷宮         | 井上敏樹   | 竹之内和久        | 竹之内和久        | 窪秀已            | 渡辺佳人              |
| 34   | 1月19日        | 「魔術列車殺人事件」ファイル2 終着駅の罠         | 井上敏樹   | 橋本光夫          | 橋本光夫          | 高木雅之 市川慶一 | 杉浦正一郎            |
| 35   | 1月26日        | 「魔術列車殺人事件」ファイル3 地獄の奇術         | 井上敏樹   | 小坂春女          | 小坂春女          | 稲葉仁            | 松本健治              |
| 36   | 2月2日         | 「魔術列車殺人事件」ファイル4 真相の原点         | 井上敏樹   | 梅澤淳稔          | 梅澤淳稔          | 志村隆行          | 渡辺佳人              |
| 37   | 2月9日         | 「雪夜叉伝説殺人事件」ファイル1 謎中継           | 西岡琢也   | 明比正行          | 明比正行          | 佐藤陽子          | 杉浦正一郎            |
| 38   | 2月16日        | 「雪夜叉伝説殺人事件」ファイル2 謎遺書           | 西岡琢也   | 小村敏明          | 小村敏明          | 浅沼昭弘          | 徳重賢                |
| 39   | 2月23日        | 「雪夜叉伝説殺人事件」ファイル3 雪火氷           | 西岡琢也   | 竹之内和久        | 竹之内和久        | 真庭秀明          | 渡辺佳人              |
| 40   | 3月2日         | 「タロット山荘殺人事件」ファイル1 謎絵札         | 井上敏樹   | 梅澤淳稔          | 梅澤淳稔          | 窪秀已            | 杉浦正一郎            |
| 41   | 3月9日         | 「タロット山荘殺人事件」ファイル2 雪監禁         | 井上敏樹   | 小坂春女          | 小坂春女          | 高木雅之 市川慶一 | 渡辺佳人              |
| 42   | 3月16日        | 「タロット山荘殺人事件」ファイル3 謎逆札         | 井上敏樹   | 橋本光夫          | 橋本光夫          | 稲葉仁            | 松本健治              |
| 43   | 4月13日        | 「黒死蝶殺人事件」ファイル1 天敵と元犯人         | 井上敏樹   | 明比正行          | 明比正行          | 佐藤陽子          | 杉浦正一郎            |
| 44   | 4月20日        | 「黒死蝶殺人事件」ファイル2 恐怖を招く蝶         | 井上敏樹   | 梅澤淳稔          | 梅澤淳稔          | 真庭秀明          | 渡辺佳人              |
| 45   | 4月27日        | 「黒死蝶殺人事件」ファイル3 血液型の秘密         | 井上敏樹   | 山田徹            | 山田徹            | 志村隆行          | 杉浦正一郎            |
| 46   | 5月11日        | 「黒死蝶殺人事件」ファイル4 時空超越推理         | 井上敏樹   | 小坂春女          | 小坂春女          | 窪秀已            | 渡辺佳人              |
| 47   | 5月18日        | 「速水玲香誘拐殺人事件」ファイル1 謎追跡         | 橋本裕志   | 小村敏明          | 小村敏明          | 浅沼昭弘          | 杉浦正一郎            |
| 48   | 5月25日        | 「速水玲香誘拐殺人事件」ファイル2 大失敗         | 橋本裕志   | 竹之内和久        | 竹之内和久        | 稲葉仁            | 塩崎広光              |
| 49   | 6月1日         | 「速水玲香誘拐殺人事件」ファイル3 新事実         | 橋本裕志   | 明比正行          | 明比正行          | 佐藤陽子          | 渡辺佳人              |
| 50   | 6月8日         | 「速水玲香誘拐殺人事件」ファイル4 点と線         | 橋本裕志   | 梅澤淳稔          | 梅澤淳稔          | 真庭秀明          | 杉浦正一郎            |
| 51   | 6月15日        | 「仏蘭西銀貨殺人事件」ファイル1 W杯応援          | 遠藤明範   | 橋本光夫          | 橋本光夫          | 窪秀已            | 渡辺佳人              |
| 52   | 6月22日        | 「仏蘭西銀貨殺人事件」ファイル2 謎W杯            | 遠藤明範   | 小坂春女          | 小坂春女          | 志村隆行          | 杉浦正一郎            |
| 53   | 6月29日        | 「仏蘭西銀貨殺人事件」ファイル3 謎三転           | 遠藤明範   | 明比正行          | 明比正行          | 高木雅之 市川慶一 | 行信三                |
| 54   | 7月6日         | 「仏蘭西銀貨殺人事件」ファイル4 大逆転           | 遠藤明範   | 梅澤淳稔          | 梅澤淳稔          | 佐藤陽子          | 渡辺佳人              |
| 55   | 7月13日        | 「誰が女神を殺したか?」                          | 矢島大輔   | 竹之内和久        | 竹之内和久        | 稲葉仁            | 杉浦正一郎            |
| 56   | 7月27日        | 「魔神遺跡殺人事件」ファイル1 凶鳥支配村         | 矢島大輔   | 小村敏明          | 小村敏明          | 浅沼昭弘          | 渡辺佳人              |
| 57   | 8月3日         | 「魔神遺跡殺人事件」ファイル2 密室と封鎖         | 矢島大輔   | 山田徹            | 山田徹            | 真庭秀明          | 杉浦正一郎            |
| 58   | 8月10日        | 「魔神遺跡殺人事件」ファイル3 驚異的推理         | 矢島大輔   | 小坂春女          | 小坂春女          | 志村隆行          | 渡辺佳人              |
| 59   | 8月17日        | 「魔神遺跡殺人事件」ファイル4 超単独犯行         | 矢島大輔   | 宇田鋼之介        | 宇田鋼之介        | 窪秀已            | 行信三                |
| 60   | 8月24日        | 「墓場島殺人事件」ファイル1 無人島の亡霊         | 井上敏樹   | 橋本光夫          | 橋本光夫          | 高木雅之 市川慶一 | 杉浦正一郎            |
| 61   | 8月31日        | 「墓場島殺人事件」ファイル2 個人同穴の謎         | 井上敏樹   | 明比正行          | 明比正行          | 佐藤陽子          | 渡辺佳人              |
| 62   | 9月7日         | 「墓場島殺人事件」ファイル3 真犯人と女心         | 井上敏樹   | 梅澤淳稔          | 梅澤淳稔          | 真庭秀明          | 杉浦正一郎            |
| 63   | 9月14日        | 「明智警視の華麗なる推理」 主役監獄              | 島田満     | 西尾大介          | 西尾大介          | 稲葉仁            | 渡辺佳人              |
| 64   | 10月12日       | 「鬼火島殺人事件」ファイル1 午前零時悪霊         | 井上敏樹   | 小村敏明          | 小村敏明          | 浅沼昭弘          | 塩崎広光              |
| 65   | 10月19日       | 「鬼火島殺人事件」ファイル2 孤島に夏の雪         | 井上敏樹   | 小坂春女          | 小坂春女          | 志村隆行          | 杉浦正一郎            |
| 66   | 10月26日       | 「鬼火島殺人事件」ファイル3 意外な真犯人         | 井上敏樹   | 竹之内和久        | 竹之内和久        | 高木雅之 市川慶一 | 渡辺佳人              |
| 67   | 11月2日        | 「鬼火島殺人事件」ファイル4 未来に咲く花         | 井上敏樹   | 明比正行          | 明比正行          | 窪秀已            | 杉浦正一郎            |
| 68   | 11月9日        | 「剣持警部の秘密」ファイル1 双子花の犯罪         | 矢島大輔   | 梅澤淳稔          | 梅澤淳稔          | 真庭秀明          | 渡辺佳人              |
| 69   | 11月16日       | 「剣持警部の秘密」ファイル2 魔の交換犯罪         | 遠藤明範   | 橋本光夫          | 橋本光夫          | 佐藤陽子          | 杉浦正一郎            |
| 70   | 11月23日       | 「異人館ホテル殺人事件」ファイル1 雪演劇         | 島田満     | 宇田鋼之介        | 宇田鋼之介        | 内山正幸          | 行信三                |
| 71   | 11月30日       | 「異人館ホテル殺人事件」ファイル2 密室罠         | 島田満     | 小村敏明          | 小村敏明          | 浅沼昭弘          | 渡辺佳人              |
| 72   | 12月7日        | 「異人館ホテル殺人事件」ファイル3 裏演技         | 島田満     | 明比正行          | 明比正行          | 市川慶一          | 杉浦正一郎            |
| 73   | 12月14日       | 「異人館ホテル殺人事件」ファイル4 聖記憶         | 島田満     | 梅澤淳稔          | 梅澤淳稔          | 窪秀已            | 渡辺佳人              |
| 74   | 1999年 1月11日 | 「電脳山荘殺人事件」ファイル1 謎のパソ通         | 井上敏樹   | 竹之内和久        | 竹之内和久        | 佐藤陽子          | 杉浦正一郎            |
| 75   | 1月18日        | 「電脳山荘殺人事件」ファイル2 雪回線犯罪         | 井上敏樹   | 細田雅弘          | 細田雅弘          | 真庭秀明          | 渡辺佳人              |
| 76   | 1月25日        | 「電脳山荘殺人事件」ファイル3 凍る通信網         | 井上敏樹   | 山田徹            | 山田徹            | 内山正幸          | 内川文広              |
| 77   | 2月1日         | 「電脳山荘殺人事件」ファイル4 通信の果て         | 井上敏樹   | 小村敏明          | 小村敏明          | 浅沼昭弘          | 杉浦正一郎            |
| 78   | 2月8日         | 「聖バレンタインの殺人」ファイル1 昔の罪         | 島田満     | 梅澤淳稔          | 梅澤淳稔          | 市川慶一          | 渡辺佳人              |
| 79   | 2月15日        | 「聖バレンタインの殺人」ファイル2 雪復讐         | 島田満     | 明比正行          | 明比正行          | 窪秀已            | 杉浦正一郎            |
| 80   | 2月22日        | 「聖バレンタインの殺人」ファイル3 真心灯         | 島田満     | 西尾大介          | 西尾大介          | 内山正幸          | 渡辺佳人              |
| 81   | 3月1日         | 金田一フミの可憐な活躍!「フミの誘拐事件」        | 遠藤明範   | 竹之内和久        | 竹之内和久        | 大西陽一          | 宮前光春              |
| 82   | 3月8日         | 金田一フミの可憐な活躍!「鏡迷宮の殺人」          | 河本浩之   | 宇田鋼之介        | 宇田鋼之介        | 佐藤陽子          | 杉浦正一郎            |
| 83   | 3月15日        | 「明智警視の華麗なる推理」その2 偶然の山荘       | 井上敏樹   | 小村敏明          | 小村敏明          | 浅沼昭弘          | 渡辺佳人              |
| 84   | 4月12日        | 「銀幕の殺人鬼」ファイル1 サソリ座の惨劇         | 井上敏樹   | 明比正行          | 明比正行          | 市川慶一          | 杉浦正一郎            |
| 85   | 4月19日        | 「銀幕の殺人鬼」ファイル2 フィルムの魔術         | 井上敏樹   | 細田雅弘          | 細田雅弘          | 窪秀已            | 渡辺佳人              |
| 86   | 4月26日        | 「銀幕の殺人鬼」ファイル3 映研の人間模様         | 井上敏樹   | 山田徹            | 山田徹            | 大西陽一          | 杉浦正一郎            |
| 87   | 5月3日         | 「銀幕の殺人鬼」ファイル4 映像の裏の真実         | 井上敏樹   | 竹之内和久        | 竹之内和久        | 浅沼昭弘          | 渡辺佳人              |
| 88   | 5月10日        | 「明智少年の華麗なる挑戦」ファイル1 謎図書室     | 島田満     | 小坂春女          | 小坂春女          | 内山正幸          | 徳重賢                |
| 89   | 5月17日        | 「明智少年の華麗なる挑戦」ファイル2 永遠の友     | 島田満     | 小村敏明          | 小村敏明          | 佐藤陽子          | 杉浦正一郎            |
| 90   | 5月24日        | 「上海魚人伝説殺人事件」ファイル1 踊迷宮         | 井上敏樹   | 宇田鋼之介        | 宇田鋼之介        | 市川慶一          | 渡辺佳人              |
| 91   | 5月31日        | 「上海魚人伝説殺人事件」ファイル2 やめて         | 井上敏樹   | 明比正行          | 明比正行          | 大西陽一          | 杉浦正一郎            |
| 92   | 6月7日         | 「上海魚人伝説殺人事件」ファイル3 考えろ         | 井上敏樹   | 山田徹            | 山田徹            | 浅沼昭弘          | 徳重賢                |
| 93   | 6月21日        | 「上海魚人伝説殺人事件」ファイル4 スゴイ         | 井上敏樹   | 細田雅弘          | 細田雅弘          | 高木雅之          | 渡辺佳人              |
| 94   | 6月28日        | 金田一フミの可憐な活躍!「鵜飼村殺人事件」        | 河本浩之   | 竹之内和久        | 竹之内和久        | 佐藤陽子          | 杉浦正一郎            |
| 95   | 7月5日         | 「天草財宝伝説殺人事件」ファイル1 宝有り         | 井上敏樹   | 明比正行          | 明比正行          | 内山正幸          | 松本健治              |
| 96   | 7月12日        | 「天草財宝伝説殺人事件」ファイル2 白髪鬼         | 井上敏樹   | 小坂春女          | 小坂春女          | 大西陽一          | 渡辺佳人              |
| 97   | 7月19日        | 「天草財宝伝説殺人事件」ファイル3 時間差         | 井上敏樹   | 小村敏明          | 小村敏明          | 市川慶一          | 徳重賢                |
| 98   | 7月26日        | 「天草財宝伝説殺人事件」ファイル4 視錯覚         | 井上敏樹   | 山田徹            | 山田徹            | 浅沼昭弘          | 杉浦正一郎            |
| 99   | 8月2日         | 「天草財宝伝説殺人事件」ファイル5 心宝物         | 井上敏樹   | 宇田鋼之介        | 宇田鋼之介        | 高木雅之          | 渡辺佳人              |
| 100  | 8月9日         | 「真夏の悪夢殺人事件」                           | 島田満     | 明比正行          | 明比正行          | 大西陽一          | 杉浦正一郎            |
| 101  | 8月16日        | 「雷祭殺人事件」ファイル1 予兆は輝く雷光         | 島田満     | 竹之内和久        | 竹之内和久        | 佐藤陽子          | 松本健治              |
| 102  | 8月23日        | 「雷祭殺人事件」ファイル2 セミと雨と足跡         | 島田満     | 小坂春女          | 小坂春女          | 内山正幸          | 徳重賢                |
| 103  | 9月6日         | 「雷祭殺人事件」ファイル3 国宝級器の結末         | 島田満     | 小村敏明          | 小村敏明          | 浅沼昭弘          | 渡辺佳人              |
| 104  | 9月13日        | 「殺意のレストラン」                             | 遠藤明範   | 宇田鋼之介        | 宇田鋼之介        | 市川慶一          | 杉浦正一郎            |
| 105  | 9月20日        | 「魔犬の森の殺人」ファイル1 秘巨大化実験         | 橋本裕志   | 山田徹            | 山田徹            | 高木雅之          | 渡辺佳人              |
| 106  | 10月11日       | 「魔犬の森の殺人」ファイル2 巨大犬の恐怖         | 橋本裕志   | 明比正行          | 明比正行          | 大西陽一          | 徳重賢                |
| 107  | 10月18日       | 「魔犬の森の殺人」ファイル3 出口指す真実         | 田村竜     | 細田雅弘          | 細田雅弘          | 浅沼昭弘          | 杉浦正一郎            |
| 108  | 10月25日       | 「魔犬の森の殺人」ファイル4 憎しみの果て         | 田村竜     | 小坂春女          | 小坂春女          | 佐藤陽子          | 渡辺佳人              |
| 109  | 11月1日        | 「明智少年の華麗なる協奏曲」ファイル1 聴け       | 西岡琢也   | 宇田鋼之介        | 上田芳裕          | 内山正幸          | 芳野満雄              |
| 110  | 11月8日        | 「明智少年の華麗なる協奏曲」ファイル2 転調       | 西岡琢也   | 竹之内和久        | 竹之内和久        | 市川慶一          | 徳重賢                |
| 111  | 11月15日       | 「雪影村殺人事件」ファイル1 消えた雪足跡         | 遠藤明範   | 小村敏明          | 小村敏明          | 大西陽一          | 杉浦正一郎            |
| 112  | 11月22日       | 「雪影村殺人事件」ファイル2 消える同級生         | 遠藤明範   | 上田芳裕          | 上田芳裕          | 浅沼昭弘          | 渡辺佳人              |
| 113  | 11月29日       | 「雪影村殺人事件」ファイル3 不気味な数珠         | 遠藤明範   | 明比正行          | 明比正行          | 窪秀已            | 須和田真 松本健治     |
| 114  | 12月6日        | 「雪影村殺人事件」ファイル4 輝く記憶の箱         | 遠藤明範   | 山田徹            | 山田徹            | 佐藤陽子          | 徳重賢                |
| 115  | 12月13日       | 金田一フミの可憐な活躍!「白銀に消えた身代金」    | 河本浩之   | 小坂春女          | 小坂春女          | 市川慶一          | 杉浦正一郎            |
| 116  | 12月20日       | 「迷い込んできた悪魔」                           | 田村竜     | 小村敏明          | 小村敏明          | 内山正幸          | 渡辺佳人              |
| 117  | 2000年 1月10日 | 「嘆きの鬼伝説殺人事件」ファイル1 原作無         | 井上敏樹   | 明比正行          | 明比正行          | 大西陽一          | 松本健治 須和田真     |
| 118  | 1月17日        | 「嘆きの鬼伝説殺人事件」ファイル2 面恐怖         | 井上敏樹   | 上田芳裕          | 上田芳裕          | 浅沼昭弘          | 徳重賢                |
| 119  | 1月24日        | 「嘆きの鬼伝説殺人事件」ファイル3 面対決         | 井上敏樹   | 山田徹            | 山田徹            | 窪秀已            | 杉浦正一郎            |
| 120  | 1月31日        | 「明智少年の華麗なる剣技」ファイル1 凶器無       | 西岡琢也   | 小坂春女          | 小坂春女          | 佐藤陽子          | 渡辺佳人              |
| 121  | 2月7日         | 「明智少年の華麗なる剣技」ファイル2 透凶器       | 西岡琢也   | 竹之内和久        | 竹之内和久        | 市川慶一          | 杉浦正一郎            |
| 122  | 2月14日        | 「亡霊学校殺人事件」ファイル1 夏の未解決         | 遠藤明範   | 上田芳裕          | 上田芳裕          | 大西陽一          | 徳重賢                |
| 123  | 2月21日        | 「亡霊学校殺人事件」ファイル2 恐怖の裏庭         | 遠藤明範   | 明比正行          | 明比正行          | 内山正幸          | 渡辺佳人              |
| 124  | 2月28日        | 「亡霊学校殺人事件」ファイル3 不可解な赤         | 遠藤明範   | 小村敏明          | 小村敏明          | 浅沼昭弘          | 杉浦正一郎 勝又アイ子 |
| 125  | 3月6日         | 「瞬間消失の謎」                                 | 田村竜     | 葛西治            | 葛西治            | 窪秀已            | 渡辺佳人              |
| 126  | 4月10日        | 「殺戮のディープブルー」ファイル1 野望           | 井上敏樹   | 山田徹            | 山田徹            | 谷口淳一郎        | 杉浦正一郎 勝又アイ子 |
| 127  | 4月17日        | 「殺戮のディープブルー」ファイル2 閉鎖           | 井上敏樹   | 明比正行          | 明比正行          | 市川慶一          | 渡辺佳人              |
| 128  | 4月24日        | 「殺戮のディープブルー」ファイル3 感染           | 井上敏樹   | 上田芳裕          | 上田芳裕          | 内山正幸          | 須和田真              |
| 129  | 5月1日         | 「殺戮のディープブルー」ファイル4 爆発           | 井上敏樹   | 竹之内和久        | 竹之内和久        | 窪秀已            | 杉浦正一郎 勝又アイ子 |
| 130  | 5月8日         | 「殺戮のディープブルー」ファイル5 津波           | 井上敏樹   | 小村敏明          | 小村敏明          | 浅沼昭弘          | 徳重賢                |
| 131  | 5月15日        | 「フィルムの中のアリバイ」                       | 横手美智子 | 西尾大介          | 西尾大介          | 佐藤陽子          | 徳重賢                |
| 132  | 5月22日        | 「出雲神話殺人事件」ファイル1 迷宮謎降臨         | 島田満     | 明比正行          | 明比正行          | 佐藤陽子          | 渡辺佳人              |
| 133  | 5月29日        | 「出雲神話殺人事件」ファイル2 神々の遊戯         | 島田満     | 山田徹            | 山田徹            | 谷口淳一郎        | 杉浦正一郎 勝又アイ子 |
| 134  | 6月5日         | 「出雲神話殺人事件」ファイル3 オロチ厄災         | 島田満     | 上田芳裕          | 上田芳裕          | 市川慶一          | 渡辺佳人              |
| 135  | 6月12日        | 「出雲神話殺人事件」ファイル4 運命の精霊         | 島田満     | 小村敏明          | 小村敏明          | 内山正幸          | 徳重賢                |
| 136  | 6月19日        | 「明智警視の華麗なる推理 IN LAS VEGAS」ファイル1 | 横手美智子 | 葛西治            | 葛西治            | 窪秀已            | 杉浦正一郎 勝又アイ子 |
| 137  | 6月26日        | 「明智警視の華麗なる推理 IN LAS VEGAS」ファイル2 | 横手美智子 | 竹之内和久        | 竹之内和久        | 浅沼昭弘          | 渡辺佳人              |
| 138  | 7月3日         | 「逆転不可能!七瀬美雪の殺人容疑」                | 遠藤明範   | 山田徹            | 山田徹            | 谷口淳一郎        | 杉浦正一郎 勝又アイ子 |
| 139  | 7月10日        | 「露西亜人形殺人事件」ファイル1 二重暗号         | 井上敏樹   | 明比正行          | 明比正行          | 佐藤陽子          | 徳重賢                |
| 140  | 7月17日        | 「露西亜人形殺人事件」ファイル2 謎弦楽器         | 井上敏樹   | 上田芳裕          | 上田芳裕          | 市川慶一 茅野京子 | 渡辺佳人              |
| 141  | 7月24日        | 「露西亜人形殺人事件」ファイル3 推理勝負         | 井上敏樹   | 小村敏明          | 立仙裕俊          | 内山正幸          | 杉浦正一郎 勝又アイ子 |
| 142  | 7月31日        | 「露西亜人形殺人事件」ファイル4 犯人確定？       | 井上敏樹   | 葛西治            | 葛西治            | 窪秀已            | 渡辺佳人              |
| 143  | 8月7日         | 「露西亜人形殺人事件」ファイル5 影首謀者         | 井上敏樹   | 山田徹            | 山田徹            | 浅沼昭弘          | 渡辺佳人              |
| 144  | 8月14日        | 「怪盗紳士からの挑戦状」                         | 田村竜     | 竹之内和久        | 竹之内和久        | 谷口淳一郎        | 徳重賢                |
| 145  | 8月21日        | 「怪奇サーカスの殺人」ファイル1 最終事件         | 島田満     | 明比正行          | 明比正行          | 市川慶一 茅野京子 | 杉浦正一郎 勝又アイ子 |
| 146  | 8月28日        | 「怪奇サーカスの殺人」ファイル2 正体不明         | 島田満     | 上田芳裕          | 上田芳裕          | 佐藤陽子          | 渡辺佳人              |
| 147  | 9月4日         | 「怪奇サーカスの殺人」ファイル3 密室怪人         | 島田満     | 山田徹            | 山田徹            | 内山正幸          | 杉浦正一郎 勝又アイ子 |
| 148  | 9月11日        | 「怪奇サーカスの殺人」ファイル4 最強推理         | 島田満     | 西尾大介          | 西尾大介          | 浅沼昭弘          | 渡辺佳人              |

### 各話リスト（2007年スペシャル）
| 話数 | 放送日          | サブタイトル               | シナリオ | 監督       | 総作画監督 | 美術       |
| ---- | --------------- | -------------------------- | -------- | ---------- | ---------- | ---------- |
| SP   | 2007年 11月12日 | 「オペラ座館・最後の殺人」 | 島田満   | 伊藤尚往   | 竹田欣弘   | 秋山健太郎 |
| SP   | 11月19日        | 「吸血鬼伝説殺人事件」     | 島田満   | 宇田鋼之介 | 真庭秀明   | 渡辺佳人   |

### 各話リスト（金田一少年の事件簿R）
（ ）内の数字は、第2期としての話数。
| 話数     | 放送日         | サブタイトル                     | 脚本           | 絵コンテ       | 演出     | 作画監督                                |
| 第1期    | 第1期          | 第1期                            | 第1期          | 第1期          | 第1期    | 第1期                                   |
| -------- | -------------- | -------------------------------- | -------------- | -------------- | -------- | --------------------------------------- |
| 1        | 2014年 4月5日  | 「香港九龍財宝殺人事件」File.1   | 冨岡淳広       | 志水淳児       | 志水淳児 | 浅沼昭弘                                |
| 2        | 4月12日        | 「香港九龍財宝殺人事件」File.2   | 冨岡淳広       | 角銅博之       | 角銅博之 | アリエス・ナリオ ノエル・アンニョヌエボ |
| 3        | 4月19日        | 「香港九龍財宝殺人事件」File.3   | 冨岡淳広       | 小山賢         | 小山賢   | 生田目康裕                              |
| 4        | 4月26日        | 「香港九龍財宝殺人事件」File.4   | 冨岡淳広       | 八島善孝       | 今村隆寛 | 袴田裕二                                |
| 5        | 5月3日         | 「速水玲香と招かれざる客」       | 福嶋幸典       | そかべたかし   | 政木伸一 | 渡辺奈月                                |
| 6        | 5月10日        | 「錬金術殺人事件」File.1         | 福嶋幸典       | 西沢信孝       | 佐藤雅教 | 爲我井克美 早乙女啓                     |
| 7        | 5月17日        | 「錬金術殺人事件」File.2         | 福嶋幸典       | 角銅博之       | 角銅博之 | 信実節子 袴田裕二                       |
| 8        | 5月24日        | 「錬金術殺人事件」File.3         | 福嶋幸典       | 志水淳児       | 志水淳児 | アリエス・ナリオ ノエル・アンニョヌエボ |
| 9        | 5月31日        | 「錬金術殺人事件」File.4         | 福嶋幸典       | 上田芳裕       | 上田芳裕 | 井上栄作                                |
| 10       | 6月7日         | 「獄門塾殺人事件」File.1         | 島田満         | 小山賢         | 小山賢   | 生田目康裕                              |
| 11       | 6月14日        | 「獄門塾殺人事件」File.2         | 島田満         | 村上貴之       | 政木伸一 | 渡辺奈月                                |
| 12       | 6月21日        | 「獄門塾殺人事件」File.3         | 島田満         | 西沢信孝       | 小山保徳 | 袴田裕二                                |
| 13       | 6月28日        | 「獄門塾殺人事件」File.4         | 島田満         | 角銅博之       | 角銅博之 | アリエス・ナリオ ノエル・アンニョヌエボ |
| 14       | 7月5日         | 「獄門塾殺人事件」File.5         | 島田満         | 今村隆寛       | 今村隆寛 | 爲我井克美                              |
| 15       | 7月19日        | 「高度一万メートルの殺人」File.1 | 福嶋幸典       | 川瀬敏文       | 内山まな | 河本美代子 平田賢一                     |
| 16       | 7月26日        | 「高度一万メートルの殺人」File.2 | 福嶋幸典       | 志水淳児       | 志水淳児 | 早乙女啓 袴田裕二                       |
| 17       | 8月2日         | 「キャンプ場の“怪”事件」         | 福嶋幸典       | 政木伸一       | 政木伸一 | 渡辺奈月 五十内祐輔                     |
| 18       | 8月9日         | 「飛込プールの悪霊」             | 岸本みゆき     | そかべたかし   | 佐藤雅教 | 井上栄作                                |
| 19       | 8月16日        | 「剣持警部の殺人」File.1         | 冨岡淳広       | 小山賢         | 小山賢   | アリエス・ナリオ ノエル・アンニョヌエボ |
| 20       | 8月23日        | 「剣持警部の殺人」File.2         | 冨岡淳広       | 角銅博之       | 角銅博之 | 生田目康裕                              |
| 21       | 8月30日        | 「剣持警部の殺人」File.3         | 冨岡淳広       | 上原秀明       | 上原秀明 | 伊藤美奈 伊集院健                       |
| 22       | 9月6日         | 「剣持警部の殺人」File.4         | 冨岡淳広       | 座古明史       | 座古明史 | 袴田裕二 早乙女啓                       |
| 23       | 9月13日        | 「ゲームの館殺人事件」File.1     | 島田満         | 村上貴之       | 政木伸一 | 渡辺奈月                                |
| 24       | 9月20日        | 「ゲームの館殺人事件」File.2     | 島田満         | 志水淳児       | 志水淳児 | 爲我井克美                              |
| 25       | 9月27日        | 「ゲームの館殺人事件」File.3     | 島田満         | 今村隆寛       | 今村隆寛 | 浅沼昭弘                                |
| 第2期    |                |                                  |                |                |          |                                         |
| 26（1）  | 2015年 10月3日 | 「金田一少年の決死行」File.1     | 島田満         | 角銅博之       | 角銅博之 | 浅沼昭弘                                |
| 27（2）  | 10月10日       | 「金田一少年の決死行」File.2     | 島田満         | 中尾幸彦       | 中尾幸彦 | 黒柳賢治                                |
| 28（3）  | 10月17日       | 「金田一少年の決死行」File.3     | 島田満         | 門由利子       | 門由利子 | 市川吉幸                                |
| 29（4）  | 10月24日       | 「金田一少年の決死行」File.4     | 島田満         | 角銅博之       | 角銅博之 | 小松こずえ                              |
| 30（5）  | 10月31日       | 「血溜之間殺人事件」File.1       | 福嶋幸典       | 竹之内和久     | 田中智也 | 山崎展義                                |
| 31（6）  | 11月7日        | 「血溜之間殺人事件」File.2       | 福嶋幸典       | 竹之内和久     | 中島豊   | 飯飼一幸                                |
| 32（7）  | 11月14日       | 「薔薇十字館殺人事件」File.1     | 冨岡淳広       | 今村隆寛       | 今村隆寛 | 鰐淵和彦                                |
| 33（8）  | 11月21日       | 「薔薇十字館殺人事件」File.2     | 冨岡淳広       | 中尾幸彦       | 中尾幸彦 | Han Sung-hui Lee Sangjin                |
| 34（9）  | 11月28日       | 「薔薇十字館殺人事件」File.3     | 冨岡淳広       | 門由利子       | 門由利子 | 小松こずえ                              |
| 35（10） | 12月5日        | 「薔薇十字館殺人事件」File.4     | 冨岡淳広       | 角銅博之       | 角銅博之 | 松坂定俊                                |
| 36（11） | 12月12日       | 「薔薇十字館殺人事件」File.5     | 冨岡淳広       | 今村隆寛       | 今村隆寛 | 市川吉幸                                |
| 37（12） | 12月19日       | 「午前4時40分の銃声」            | 島田満         | 中島豊         | 中島豊   | 吉田巧介 村上勉                         |
| SP       | 12月26日       | 「明智警部の事件簿」             | 冨岡淳広       | 角銅博之       | 角銅博之 | 浅沼昭弘 鰐淵和彦                       |
| 38（13） | 2016年 1月23日 | 「雪鬼伝説殺人事件」File.1       | 岸本みゆき     | 石踊宏         | 佐藤宏幸 | 市川慶一                                |
| 39（14） | 1月30日        | 「雪鬼伝説殺人事件」File.2       | 岸本みゆき     | 中島豊         | 中島豊   | 飯飼一幸                                |
| 40（15） | 2月6日         | 「雪鬼伝説殺人事件」File.3       | 岸本みゆき     | 加戸誉夫       | 田中智也 | 山崎展義                                |
| 41（16） | 2月13日        | 「雪鬼伝説殺人事件」File.4       | 岸本みゆき     | いわもとやすお | 中島豊   | 市川吉幸                                |
| 42（17） | 2月20日        | 「女医の奇妙な企み」             | 岸本みゆき     | 角銅博之       | 角銅博之 | 吉田巧介 村上勉                         |
| 43（18） | 2月27日        | 「消えた金メダルの謎」           | ますもとたくや | 池田洋子       | 池田洋子 | 松坂定俊 鰐淵和彦                       |
| 44（19） | 3月5日         | 「狐火流し殺人事件」File.1       | 福嶋幸典       | 角銅博之       | 角銅博之 | 鰐淵和彦                                |
| 45（20） | 3月12日        | 「狐火流し殺人事件」File.2       | 福嶋幸典       | 門由利子       | 門由利子 | 小松こずえ                              |
| 46（21） | 3月19日        | 「狐火流し殺人事件」File.3       | 福嶋幸典       | 佐藤宏幸       | 佐藤宏幸 | 市川吉幸                                |
| 47（22） | 3月26日        | 「狐火流し殺人事件」File.4       | 福嶋幸典       | 角銅博之       | 角銅博之 | 浅沼昭弘                                |

## 放送局

### 第1作
| 放送期間                     | 放送時間           | 放送局                                                   | 対象地域 | 備考                                         |
| ---------------------------- | ------------------ | -------------------------------------------------------- | -------- | -------------------------------------------- |
| 1997年4月7日 - 2000年9月11日 | 月曜 19:00 - 19:30 | 読売テレビ（製作局）ほか 日本テレビ系列（NNS）加盟局28局 | 日本全国 |                                              |
| 1997年 - 2001年3月           | 木曜 深夜          | 四国放送                                                 | 徳島県   |                                              |
| 放送時期不詳                 | 火曜 夕方          | テレビ宮崎                                               | 宮崎県   | フジテレビ系列 日本テレビ系列 テレビ朝日系列 |
|                              | 水曜 夕方          | 琉球放送                                                 | 沖縄県   | TBS系列                                      |

### 第2作『R』
| 放送期間                                             | 放送時間                                            | 放送局                                                         | 対象地域 | 備考                      |
| ---------------------------------------------------- | --------------------------------------------------- | -------------------------------------------------------------- | -------- | ------------------------- |
| 2014年4月5日 - 9月27日 2015年10月3日 - 2016年3月26日 | 土曜 17:30 - 18:00                                  | 読売テレビ（製作局）ほか 日本テレビ系列（NNS）フルネット局28局 | 日本全国 |                           |
| 2014年4月6日 - 9月28日 2015年10月4日 - 2016年3月27日 | 日曜 7:00 - 7:30                                    | テレビ大分                                                     | 大分県   | NNS/FNSクロスネット局     |
| 2017年6月14日 - 7月20日 2019年6月20日 -              | 月曜 - 金曜 17:00 - 17:30 月曜 - 金曜 21:00 - 22:00 | アニマックス                                                   | 日本全域 | リピート放送あり 連日放送 |

| 配信期間                              | 配信時間                  | 配信サイト         | 備考                                                                |
| ------------------------------------- | ------------------------- | ------------------ | ------------------------------------------------------------------- |
| 2014年4月8日 - 9月30日                | 火曜 0:00更新（月曜深夜） | バンダイチャンネル |                                                                     |
| 2014年4月14日 - 10月6日               | 月曜 12:00 更新           | GYAO!              | 全話最新話1週間無料                                                 |
| 2014年8月4日 - 10月13日（第15話以降） |                           | ニコニコチャンネル | 全話有料 第1話 - 第7話6月5日から配信、第8話 - 第14話7月28日から配信 |

| 配信期間                      | 配信時間        | 配信サイト         | 備考                |
| ----------------------------- | --------------- | ------------------ | ------------------- |
| 2015年10月5日 - 2016年3月28日 | 月曜 12:00 更新 | GYAO!ストア        | 全話有料            |
|                               |                 | バンダイチャンネル | 全話有料            |
|                               | 月曜 15:00 更新 | ニコニコチャンネル | 全話有料            |
| 2015年10月12日 - 2016年4月4日 | 月曜 12:00 更新 | GYAO!              | 全話最新話1週間無料 |

## アニメ映画

### 金田一少年の事件簿 (アニメ映画)
『金田一少年の事件簿』（きんだいちしょうねんのじけんぼ）は、1996年12月14日に公開されたアニメ映画第1作である。原作はノベルス「オペラ座館・新たなる殺人」。

#### 概要
『金田一少年の事件簿』初のアニメ作品であり、後のテレビアニメ版に先駆けて公開された。上映時間95分。
テレビアニメ版と担当声優が一部異なり、金田一一役は山口勝平、剣持勇役はテレビドラマ版「オペラ座館殺人事件」にも出演した夏八木勲（テレビアニメ版「オペラ座館殺人事件」、映画の次回作「殺戮のディープブルー」にもゲスト出演）、黒沢和馬役は山本圭がそれぞれ担当している。なお、七瀬美雪役の中川亜紀子はテレビアニメ版でも引き続き美雪役を担当。音楽や風景、背景の一部はテレビアニメ版「オペラ座館殺人事件」やオープニングタイトルバックに流用されている。原作とはストーリーやキャラクター設定が一部異なっている。
1997年にVHSとLDでソフト化されている。後にHDリマスター版がWOWOWなどで放送された。

#### 登場人物
金田一 一（きんだいち はじめ）
声 - 山口勝平
主人公。不動高校2年生で金田一耕助の孫。黒沢に招待され、歌島を再び訪れる。当初はかつての事件の影響から乗り気ではなかったが、伊勢海老の食べ放題目当てに行くことにした。
真犯人が起こした劇場火災に巻き込まれ、美雪共々死にかけるが、剣持に助けられる。真犯人が逮捕される前に会話し、以前のオペラ座館殺人事件と同じく犯人のことを思い、涙を流した。
七瀬 美雪（ななせ みゆき）
声 - 中川亜紀子
不動高校2年生で一の幼なじみ。一と同じく黒沢に招待されて歌島を再び訪れ、「幻想」のリハーサルを間近で見られることに歓喜する姿を見せる。
剣持 勇（けんもち いさむ）
声 - 夏八木勲
警視庁捜査一課の警部。一と美雪と同じく黒沢に招待され、歌島を再び訪れる。以前の事件で一のことを認めたにも関わらず、大人気もなく一に突っかかる姿も見せた。
黒沢 和馬（くろさわ かずま）
声 - 山本圭
劇団「幻想」の団長。
能条 光三郎（のうじょう こうざぶろう）
声 - 平田広明
劇団「幻想」の団員。27歳。劇団のスターだが、わがままで自分勝手な性格。美歌の恋人だったが彼女を捨てて、聖子と婚約する。
劇では、ヒロインの恋人・シャニイ子爵（ラウル・シャニュイ子爵）と怪人ファントムと道具係のジョゼフ・ビュケ（「オペラ座の怪人」ではジョセフ・ブケー）の3役を演じる。
3人目の被害者であり、アイスピックで殺されかけるも生存。
黒沢 美歌（くろさわ みか）
声 - 円谷憂子
黒沢の娘。能条とは結婚を誓い合った仲だったが、能条に捨てられ4年前に自殺。
4年前の劇では主にヒロインのクリスティーヌ・ダーエを演じていた。
真上寺 聖子（しんじょうじ せいこ）
声 - 勝生真沙子
団員の1人。「幻想」理事長・真上寺秋彦の娘。能条の婚約者であるが、原作と違い結婚はしていない。
底意地の悪そうな顔だちに加え、厚化粧で傲慢で高飛車な性格。劇では主にカルロッタを演じるが、本人はクリスティーヌを演じたがっていた。
1人目の被害者で絞殺後、シャンデリアの下敷きになった状態で発見される。
加奈井 理央（かない りお）
声 - 大谷育江
団員の1人。美雪からは若手No.1女優と評されている。美歌とは高校時代からの親友であった。社交的で明るい性格。
劇では主にヒロインのクリスティーヌ・ダーエ役を演じる。
緑川 由紀夫（みどりかわ ゆきお）
声- 千葉一伸
団員の1人。痩せ型で長髪。卑屈で臆病な性格で能条のパシリ。滝沢とは仲が良く、行動を共にすることも多い。
劇では主にフィリップ伯爵（フィリップ・シャニュイ伯爵）を演じる。
2人目の被害者で絞殺された後、貯水槽で発見される。
滝沢 厚（たきざわ あつし）
声 - 高木渉
団員の1人。肥満体型で低身長。ナルシストな性質で、自分で撮り貯めたビデオテープをコレクションしている。脚本家志望であるが上手くいっていない。
3人目の被害者であり、物置で首を吊ろうとした際に足を滑らせ、斧に頭をぶつけて死亡。自身の脚本を貶した能条と聖子、犯行用の南京錠を購入するところを目撃した緑川を、オペラ座の怪人に見立てて殺害する事を示した遺書を残していた。この事から一連の事件の犯人と思われたが、真犯人により殺害後に自殺を偽装されていた。
江口 六郎（えぐち ろくろう）
声 - 菊池正美
美歌の幼馴染。夏の期間、オペラ座館にウェイターのバイトに来ている。
美歌に好意を寄せていたため、美歌を裏切った能条を憎んでいる。
間久部 青次（まくべ せいじ）
声 - 大場真人
黒沢の友人で画家。髪型など原作と容姿が異なる。
幼い頃から美歌の絵を描き続けてきた。気難しい人物で近寄りがたい雰囲気があるが、画家としての腕前は確かであり、黒沢と共に舞台演出も行う。
佐伯 涼子（さえき りょうこ）
声 - 吉田理保子
アニメオリジナルキャラクター。能条のホームドクター。事件では検死も担当。原作の結城英作の代役。
武村 英三（たけむら えいぞう）
声 - 三遊亭圓歌
アニメオリジナルキャラクター。不動産経営者。真上寺の父親・真上寺秋彦に土地を売ったことがあり、歌島を買い取ろうとしていた。
警官
声 - 新田三士郎
静岡県警の警察官。一たちを船着場までパトカーで送った。

#### スタッフ
- 企画 - 清水慎治
- 脚本 - 西岡琢也
- キャラクターデザイン・作画監督 - 荒木伸吾、姫野美智
- 美術監督 - 谷口淳一
- 音楽 - 和田薫
  - 演奏 - モスクワインターナショナル交響楽団
  - 指揮 - コンスタンチン・D・クリメッツ
- 撮影監督 - 福井政利
- 編集 - 花井正明、福光伸一
- 音楽プロデューサー - 高桑忠男、町田尚己（東映音楽出版）
- 録音 - 二宮健治
- 効果 - 今野康之
- 製作担当 - 杉本隆一
- 作画監督補佐 - 茅野京子、飯島弘也、的場茂夫、角田紘一
- 色彩設計 - 辻田邦夫
- 監督 - 西尾大介
- 製作 - 『金田一少年の事件簿』製作委員会（講談社、日本テレビ放送網、電通、東映動画、東映）

#### 主題歌
「Mystery of Sound」
作詞 - MARC / 作曲・編曲 - 小室哲哉 / 唄 - 円谷憂子

### 金田一少年の事件簿2 殺戮のディープブルー
1999年8月21日公開、上映時間90分。

#### 概要
公開直前にノベライズ版が発売されたが、登場人物・ストーリー・トリックなど、ほとんどの設定がオリジナルになっている。後にノベライズ版の内容に準拠した形でテレビアニメ化されている。
前作で剣持勇役として出演した夏八木勲と小説家の京極夏彦が特別出演している。配給収入は2.5億円。

#### 登場人物
金田一 一（きんだいち はじめ）
声 - 松野太紀
主人公。
七瀬 美雪（ななせ みゆき）
声 - 中川亜紀子
一の幼なじみ。
剣持 勇（けんもち いさむ）
声 - 小杉十郎太
警視庁捜査一課の警部。
明智 健悟（あけち けんご）
声 - 森川智之
警視庁捜査一課の警視。
金田一 二三（きんだいち ふみ）
声 - 池澤春菜
一の従姉妹。
いつき 陽介（いつき ようすけ）
声 - 平田広明
フリールポライター。
藍沢秀一郎（あいざわ しゅういちろう）
声 - 納谷悟朗
藍沢グループ会長。
藍沢優（あいざわ すぐる）
声 - 堀内賢雄
藍沢家長男。藍沢国際海洋開発取締役社長。
藍沢浩一（あいざわ こういち）
声 - 京極夏彦（特別出演）
藍沢家次男。藍沢国際海洋開発博多支社長。
藍沢茜（あいざわ あかね）
声 - 高橋理恵子
藍沢家長女。美雪の先輩。琉球拳法の使い手。
藍沢由理恵（あいざわ ゆりえ）
声 - 田中敦子
藍沢グループ取締役。秀一郎の後妻。元モデル。
赤森鬼介（あかもり きすけ）
声 - 田の中勇
秀一郎の秘書。
若林信（わかばやし しん）
声 - 安原義人
考古学者。
周防武（すおう たけし）
声 - 青羽剛
茜の家庭教師で婚約者。気弱そうだが、琉球拳法が使える。ノベライズ版やテレビアニメ版と異なり、茜の婚約者は彼一人になっている。
倉田卓也（くらた たくや）
声 - 高橋直純
那国守彦の養子。
斉藤（さいとう）
声 - 玄田哲章
テロリスト。
沼田（ぬまた）
声 - 矢尾一樹
テロリスト。
那国巫琴（なぐに みこと）
声 - 西村ちなみ
那国守彦の娘。
菅原刑事（すがわら - ）
声 - 小野健一
道真刑事（みちざね - ）
声 - 高木渉
大城刑事（おおしろ - ）
声 - 二又一成
秘書
声 - 龍田直樹
食堂のおばちゃん
声 - 水原リン
オーロラビジョンの声
声 - 百々麻子
那国守彦（なぐに もりひこ）
声 - 夏八木勲（特別出演）
大学教授で考古学者。「ディープブルー」の発見者。

#### スタッフ
- プロデューサー - 清水慎治（東映動画）、諏訪道彦（よみうりテレビ）、渡辺哲也（田通）
- 脚本 - 島田満
- 音楽 - 和田薫
- キャラクターデザイン・作画監督 -窪秀已
- 美術監督 - 渡辺佳人
- 美術ボード - 田村せいき
- 撮影監督 - 梶原裕美子
- 編集 - 福光伸一、後藤正浩（タバック）
- 録音 - 池上信照（タバック）
- 効果 - 伊藤道廣（サウンドリング）
- 製作担当 - 松坂一光
- キャラクターコンセプトデザイン - 荒木伸吾、姫野美智
- 作画監督補佐 - 三浦和也、石川晋吾、細山正樹、三島利佳、伊東美奈子、大西陽一
- 色彩設計 - 辻田邦夫
- 助監督 - 佐藤哲哉、池田洋子
- 演出補 - 門田英彦
- 演出助手 - 門由利子
- キャスティング - 有迫俊彦
- プロデューサー補 - 秋山陽子、鷲尾天
- 録音スタジオ - タバック、東京テレビセンター
- 現像 - 東映化学
- 監督 - 西尾大介

#### 主題歌
「Justice For True Love」
作詞・作曲 - 高見沢俊彦 / 唄 - THE ALFEE

## OVA
金田一少年の事件簿20周年記念シリーズの限定単行本である第3巻（2012年12月17日発売）と第4巻（2013年3月15日発売）に、「黒魔術殺人事件」前後編としてOVAが収録された。

### 登場人物
金田一 一（きんだいち はじめ）
声 - 松野太紀
主人公。
七瀬 美雪（ななせ みゆき）
声 - 中川亜紀子
一の幼なじみ。
剣持 勇（けんもち いさむ）
声 - 小杉十郎太
警視庁捜査一課の警部。
正野刑事
声 - 高木渉
警視庁捜査一課の刑事。
井沢研太郎（いざわ けんたろう）
声 - 内山昂輝
プログラマー。一の旧友。
火祀青竜（ひまつり せいりゅう）
声 - 岩崎ひろし
火祀コーポレーション社長。
火祀暁（ひまつり あきら）
声 - 及川いぞう
火祀家長男。原作での元の名前は間田暁（あいだ あきら）。
火祀九曜（ひまつり くよう）
声 - 宮野真守
火祀家次男。原作での元の名前は丸島九曜（まるじま くよう）。
火祀星子（ひまつり ほしこ）
声 - 朴璐美
火祀家長女。原作での元の名前は花木星子（はなき ほしこ）。
火祀夏目（ひまつり なつめ）
声 - 彩夢
暁の妻。
葉村いずみ（はむら - ）
声 - 牧野由依
ハウスメイド。
高遠遙一 / 黒瓜鬼門（くろうり きもん）
声 - 小野健一
黒魔術師。原作と異なり、一に正体を明かし直接対決する。
鑑識
声 - 大林洋平

### スタッフ（OVA）
- 監督・絵コンテ - 小村敏明
- 演出 - 門由利子
- 演出助手 - 唐澤和也
- 脚本 - 村山功
- 原作 - 天樹征丸
- 漫画 - さとうふみや
- 企画 - 吉岡富夫、森田浩章
- 制作 - 服部徹
- プロデューサー - 角谷謙二、内田朋宏、橋本脩
- アシスタントプロデューサー - 山田裕一、井谷由洋
- アニメーションプロデューサー - 鷲尾天、西尾大介
- 制作担当 - 末竹憲
- 音楽 - 和田薫
- 美術デザイン・美術監督 - 行信三
- 色彩設定 - 豊永真一
- キャラクターデザイン・総作画監督 - 浅沼昭弘
- 編集 - 西村英一（タバック）
- 録音 - 立花康夫（タバック）
- 音響効果 - 石野貴久（サウンドリング）
- 選曲 - 水野さやか（スワラ・プロ）
- 録音スタジオ - タバック
- オンライン編集 - 東映デジタルラボ
- アニメーション制作 - 東映アニメーション
- 製作 - 講談社

### 主題歌
「Road」
作詞 - Haruka / 作曲 - 高取ヒデアキ / 編曲 - 籠島裕昌 / 歌 - 池田彩

### 各話リスト
| 話数 | サブタイトル           | 演出     | 作画監督          | 収録巻 |
| ---- | ---------------------- | -------- | ----------------- | ------ |
| 1    | 黒魔術殺人事件（前編） | 赤城博昭 | 井口忠一 小林一幸 | 第3巻  |
| 2    | 黒魔術殺人事件（後編） | 門由利子 | 浅沼昭弘          | 第4巻  |

## ソフト化・ネット配信
ビデオカセットソフトはテレビシリーズを各事件別に収録。ビデオおよびLDは全話収録されておりレンタルビデオ店でレンタルが可能だが、セル用は7巻までであり、それ以外の巻は懸賞以外では入手不可能であった。
2007年に放送10周年記念の一環として、人気が高かったエピソードがDVD化された。また第32話「氷点下15度の殺意」はDVD-BOXの特典OVAとしての収録となった。
2012年に誕生20周年記念の一環として講談社プラチナDVDコレクションで「オペラ座館殺人事件」が発売された。後に「死神病院殺人事件」（同時収録「明智警視の華麗なる推理」）も発売された。
劇場版2作品はVHS化およびLD化はされているがDVD化はされておらず、2007年に放送されたSP版は2014年にCSにて再放送されたもののソフト化はされていない。
ネット配信に関しては第1シリーズが2014年5月16日から6月6日まで年度ごとにバンダイチャンネルで一挙配信が開始され、以降は各配信サイトで公開されている。同じく第2シリーズについても、各配信サイトで公開されている。
第2シリーズ『R』については1期が2015年8月、2期が2016年8月に各期（全25話ずつ）を収録したボックス仕様でリリース。シリーズ初のBlu-ray Disc化もなされている（単巻についてはレンタル用DVDとして1期だけリリース）。
発売元および販売元は、ワーナー・ブラザース ホームエンターテイメント（Blu-ray Discも同様）。
DVD
- 『アニメ 金田一少年の事件簿 DVDセレクション vol.1』 第1話 - 第3話・第55話収録
- 『アニメ 金田一少年の事件簿 DVDセレクション vol.2』 第7話 - 第9話・第104話収録
- 『アニメ 金田一少年の事件簿 DVDセレクション vol.3』 第18話 - 第20話・第131話収録
- 『アニメ 金田一少年の事件簿 DVDセレクション vol.4』 第63話・第83話・第136話 - 第137話収録
- 『アニメ 金田一少年の事件簿 DVDセレクション vol.5』 第24話 - 第27話収録
- 『アニメ 金田一少年の事件簿 DVDセレクション vol.6』 第33話 - 第36話収録
- 『アニメ 金田一少年の事件簿 DVDセレクション vol.7』 第37話 - 第39話・第144話収録
- 『アニメ 金田一少年の事件簿 DVDセレクション vol.8』 第81話 - 第82話・第94話・第115話収録
- 『アニメ 金田一少年の事件簿 DVDセレクション vol.9』 第74話 - 第77話収録
- 『アニメ 金田一少年の事件簿 DVDセレクション vol.10』 第139話 - 第143話収録
- 『金田一少年の事件簿R DVD BOX』アニメ第2シリーズ　第1・2期　各期全25話一括収録

Blu-ray
- 『金田一少年の事件簿R Blu-ray BOX』アニメ第2シリーズ　第1・2期　各期全25話一括収録

## サウンドトラック
| アーティスト        | 発売日             | タイトル                                                                                       | 規格               | 規格品番           | 発売元                                     |
| 金田一少年の事件簿  | 金田一少年の事件簿 | 金田一少年の事件簿                                                                             | 金田一少年の事件簿 | 金田一少年の事件簿 | 金田一少年の事件簿                         |
| ------------------- | ------------------ | ---------------------------------------------------------------------------------------------- | ------------------ | ------------------ | ------------------------------------------ |
| 和田薫              | 1997年8月27日      | 金田一少年の事件簿 オリジナル・サウンドトラック File:1 Music To Be Murdered By                 | CD                 | TOCT-9918          | 東芝EMI / TM FACTORY                       |
| 和田薫              | 1998年3月18日      | 金田一少年の事件簿 オリジナル・サウンドトラック File:2 The Mephist Suit Murder & Other Stories | CD                 | TOCT-10208         | 東芝EMI / TM FACTORY                       |
| 和田薫              | 1998年7月15日      | 金田一少年の事件簿オリジナル・サウンドファイル                                                 | CD                 | WPC6-8458          | ワーナーミュージック・ジャパン / WEA Japan |
| Various Artists     | 1998年8月26日      | 金田一少年の事件簿オールスターズ・ソングアルバム「THE SCHOOL DAYS」                            | CD                 | WPC6-8481          | ワーナーミュージック・ジャパン / WEA Japan |
| Various Artists     | 1999年1月15日      | 金田一少年の事件簿 オールスターズソングアルバム LOVE SONGS                                     | CD                 | WPC7-10002         | ワーナーミュージック・ジャパン / WEA Japan |
| Various Artists     | 1999年7月28日      | 金田一少年の事件簿 主題歌集                                                                    | CD                 | WPC7-10030         | ワーナーミュージック・ジャパン / WEA Japan |
| アニメ映画          |                    |                                                                                                |                    |                    |                                            |
| 和田薫              | 1996年12月18日     | 金田一少年の事件簿 オリジナル・サウンドトラック                                                | CD                 | TOCT-9789          | 東芝EMI / TM FACTORY                       |
| 和田薫              | 1999年9月8日       | 金田一少年の事件簿2 殺戮のディープブルー オリジナル・サウンドトラック                          | CD                 | TOCT-24229         | 東芝EMI / EXPRESS                          |
| 金田一少年の事件簿R |                    |                                                                                                |                    |                    |                                            |
| 和田薫              | 2014年7月23日      | 金田一少年の事件簿R オリジナル・サウンドトラック                                               | CD                 | SMCL-343           | MusicRay'n                                 |

## チャンネル5.5版
DLE製作によるFLASHアニメ。カロリーメイトをスポンサーに、名作漫画を原作無視でアニメ化するチャンネル5.5のプロジェクト第1弾として配信された。
登場キャラクター
- 金田一一、剣持勇 - FROGMAN
- 七瀬美雪 - 逢沢りな
- 司書、先生 - FROGMAN（第1話）
- 文子 - 小林ゆう（第2話）
- 文子の夫 - FROGMAN（第2話）
- 金田ー（かねだー）- FROGMAN（第4話）
- ヴァイオレット - 小林ゆう（第4話）

各話リスト
| 話数 | サブタイトル                                   | 配信日        |
| ---- | ---------------------------------------------- | ------------- |
| #1   | 金田一少年はジッチャンの名をかけすぎだと思うの | 2014年1月28日 |
| #2   | 金田一少年のお部屋探し                         | 2014年2月10日 |
| #3   | 金田一少年の恋女房                             | 2014年2月24日 |
| #4   | 金田一少年の航海日誌                           | 2014年3月10日 |